# John Cooper Works

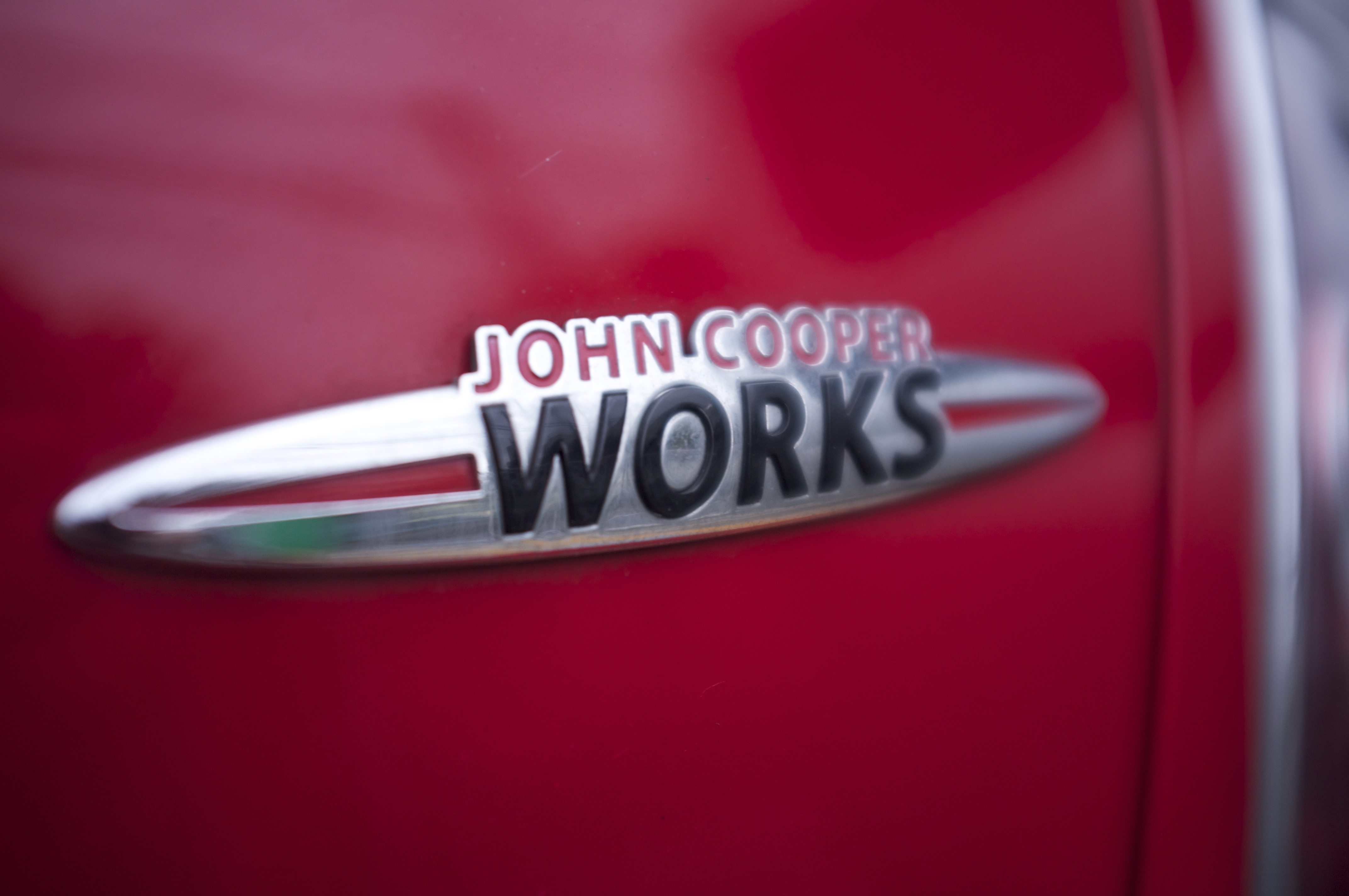
John Cooper Works Emblem

John Cooper Works (JCW) war ein britischer Hersteller von Tuningteilen und Zubehör und ist seit 2007 eine Marke der BMW Group für gleichnamige Mini-Modelle und Zubehörteile. Gegründet wurde das Unternehmen im Jahr 2002 von Michael Cooper, dem Sohn von John Cooper, einem Sportwagen-Konstrukteur und -Tuner des originalen Mini Cooper.
Im Januar 2007 erwarb BMW die Markenrechte von John Cooper Garages, wodurch die Marke John Cooper Works seit 2008 offiziell Bestandteil der Marke MINI ist.

## JCW Tuning 2000–2007
In den ersten Jahren trat John Cooper Works als unabhängiger Tuner auf. Die Produktpalette umfasste Tuning Kits für die Modelle Mini Cooper und Mini Cooper S.

### Cooper
Das erste Tuning Kit von JCW war ein 94 kW (126 PS) Umbau für den Mini Cooper. Dieser Umrüstsatz enthielt die folgenden Komponenten:
- Bearbeiteter Zylinderkopf
- Luftfilter
- Ansaugrohrabdeckung
- Abgasanlage ab Katalysator
- Softwareanpassung der Motorsteuerung
- Embleme

Trotz des Preises von über 2000 € erreichte dieses Kit lediglich eine Leistungssteigerung von 8,2 kW (11 PS), einen sportlicheren Klang und ein besseres Ansprechverhalten. Der Hauptvorteil war, dass der Umbau ohne Verlust der Werksgarantie durchgeführt werden konnte. 2004 kündigte JCW diesen Satz ab und stellte gleichzeitig ein Sound-Kit für den Cooper vor. Das Sound-Kit bestand aus einem neuen Ansaugsystem, einer Abgasanlage sowie Anpassung der Steuergeräte.

### Cooper S R52 und R53
Das erste Tuning Kit für den Cooper S war ein Umrüstsatz auf insgesamt 147 kW (200 PS). Dieses Kit wurde 2002 vorgestellt und bestand aus folgenden Komponenten:
- Bearbeiteter Zylinderkopf
- Größerer, schneller drehender Kompressor
- Verbesserte Zündkerzen
- Verbesserte Abgasanlage
- Softwareanpassung der Motorsteuerung
- Embleme, sowie einzeln nummerierte Motorschilder und ein Zertifikat mit der Unterschrift von Mike Cooper

Zunächst musste dieses Kit vom Mini-Händler nachgerüstet werden. Erst Ende 2005 konnte man den Cooper S direkt ab Werk in dieser Konfiguration bestellen.
2005 wurde ebenfalls ein zusätzliches Upgrade vorgestellt, welches eine größere Leistungssteigerung auf 155 kW (210 PS, in einschlägigen Fahrzeugkaufportalen mit 211 PS angegeben) brachte und zusätzlich folgende Komponenten enthielt:
- Verbesserte Injektoren
- Anpassung der Software
- Verbessertes Ansaugsystem und Luftfilter

Auch dieses Leistungspaket kann/konnte in ältere Modelle der Baureihe nachgerüstet werden. Zur selben Zeit erschien ein „JCW Sound Kit“, bestehend aus einer Abgasanlage sowie Luftfilter, welches für rund 1100 € einen sportlicheren Klang und eine Leistungssteigerung von 2,2 kW (3 PS) versprach.

### Cooper S R55, R56 und R57
2007 stellt Mini das JCW Tuning Kit für die neue R56-Version des Cooper S vor. Das neue Modell wurde durch einen Turbolader anstelle des Kompressors aufgeladen. Das Kit unterschied sich von der vorigen Version und bestand aus einem verbesserten Ansaugsystem, Abgasanlage und Softwareanpassung. Es brachte eine Leistungssteigerung um 13 kW (17 PS) auf insgesamt 143 kW (192 PS), eine Drehmomentsteigerung um 10 Nm auf 250 Nm (270 Nm mit Overboost), Beschleunigung von 0–100 km/h in 6,8 Sekunden, sowie eine Höchstgeschwindigkeit von 232 km/h. Es wurde bekannt als „Stage 1 Kit“, obwohl diese Bezeichnung niemals offiziell von JCW oder BMW genutzt wurde.
Laut Mike Cooper ermöglichte dieses Kit den „schnellsten Mini, der jemals produziert wurde“, vor allem durch das zusätzliche Drehmoment und die Beschleunigung, was das Fahrzeug in manchen Situationen schneller macht, als den 163 kW (218 PS) Mini JCW GP.
2011 wurde das JCW-Tuning-Kit für den Cooper S LCI (135 kW) angepasst. Es besteht aus einer verbesserten Abgasanlage, Ansaugsystem, Abgaskrümmer sowie Softwareanpassung. Das Kit beinhaltet zusätzlich eine Plakette am Motor mit einer einmaligen Seriennummer sowie JCW-Embleme an Front und Heck. Mit einer Leistungssteigerung von 12 kW wird so eine Gesamtleistung von 147 kW erreicht.

## Integration in die Marke MINI (seit 2007)
In den Jahren 2007/08 erfolgte die Übernahme und Integration in den BMW-Konzern. Seitdem sind überarbeitete MINI-Modelle unter der Marke JCW direkt ab Werk bestellbar.

### John Cooper Works R56
Dieser ist kein weiterer Umrüstsatz, sondern eine vollständig überarbeitete Version des R56 Mini mit Modellbezeichnung MF91 (Clubman Version MM91). Dieses Fahrzeug wurde durch das Händlernetzwerk vertrieben und beinhaltet einige Änderungen gegenüber dem 143 kW (192 PS) Power Kit:
- Spitzenleistung von 155 kW (211 PS) bei 6000/min und ein Drehmoment von 260 Nm (280 mit Overboost). Diese wird durch einen verbesserten Turbolader, größere Abgasanlage sowie sportlichere Softwareanpassung. Beschleunigung von 0 auf 100 km/h in 6,5 s (6,8 beim Clubman). Verbrauch und Emission steigen ebenfalls, obwohl das 143 kW (192 PS) Kit keine Änderung gegenüber der Standardversion mit 130 kW (175 PS) des Cooper S bringt.

- Elektronisches Sperrdifferential (EDLC – Electronic Differential Lock Control). Dieses ist stufenlos Einstellbar zwischen 0 und 50 %, im Gegensatz zu den permanenten 30 % des optionalen LSD im R56 Mini Cooper S.

- DTC (Dynamic Traction Control) wie man es in allen aktuellen BMW-Modellen findet. Der John Cooper Works ist der erste Mini, welcher mit DTC ausgeliefert wird. Der Hauptunterschied zwischen DTC und DSC ist die Möglichkeit, die Parameter für das Traktions- und Stabilitäts-Kontrollsystem  anzupassen, um ein sportlicheres Fahrverhalten zu ermöglichen, ohne die Stabilitätskontrolle vollständig abschalten zu müssen.

- Brembo Topfbremsen, bestehend aus roten Aluminium Bremssätteln mit John Cooper Works Logo vorne, roten Ein-Kolben-Sätteln hinten, gelochte und innenbelüftete Bremsscheiben 316 × 22 mm vorne und 280 × 10 mm hinten.

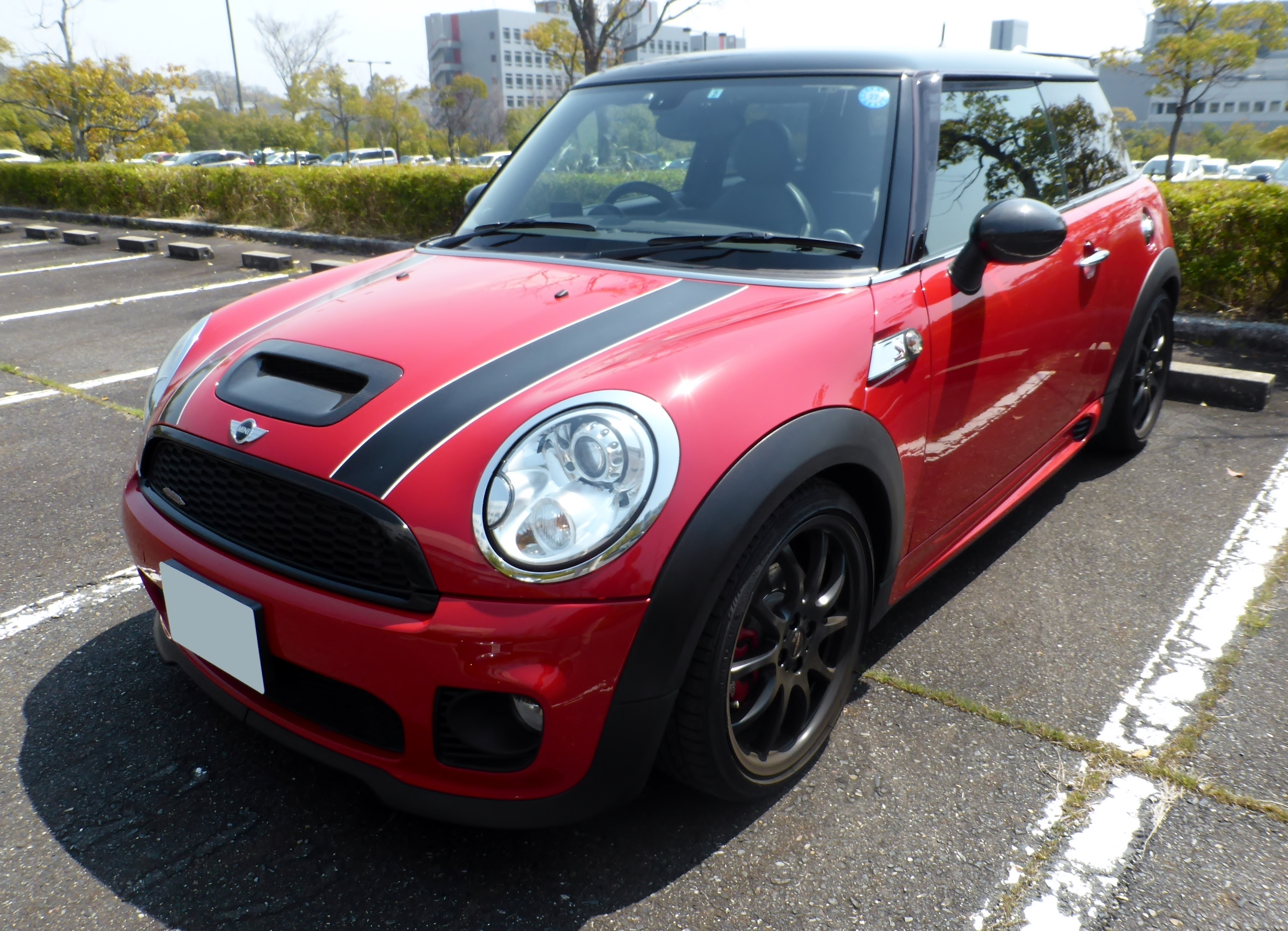
Mini R56 JCW (2008–2013)
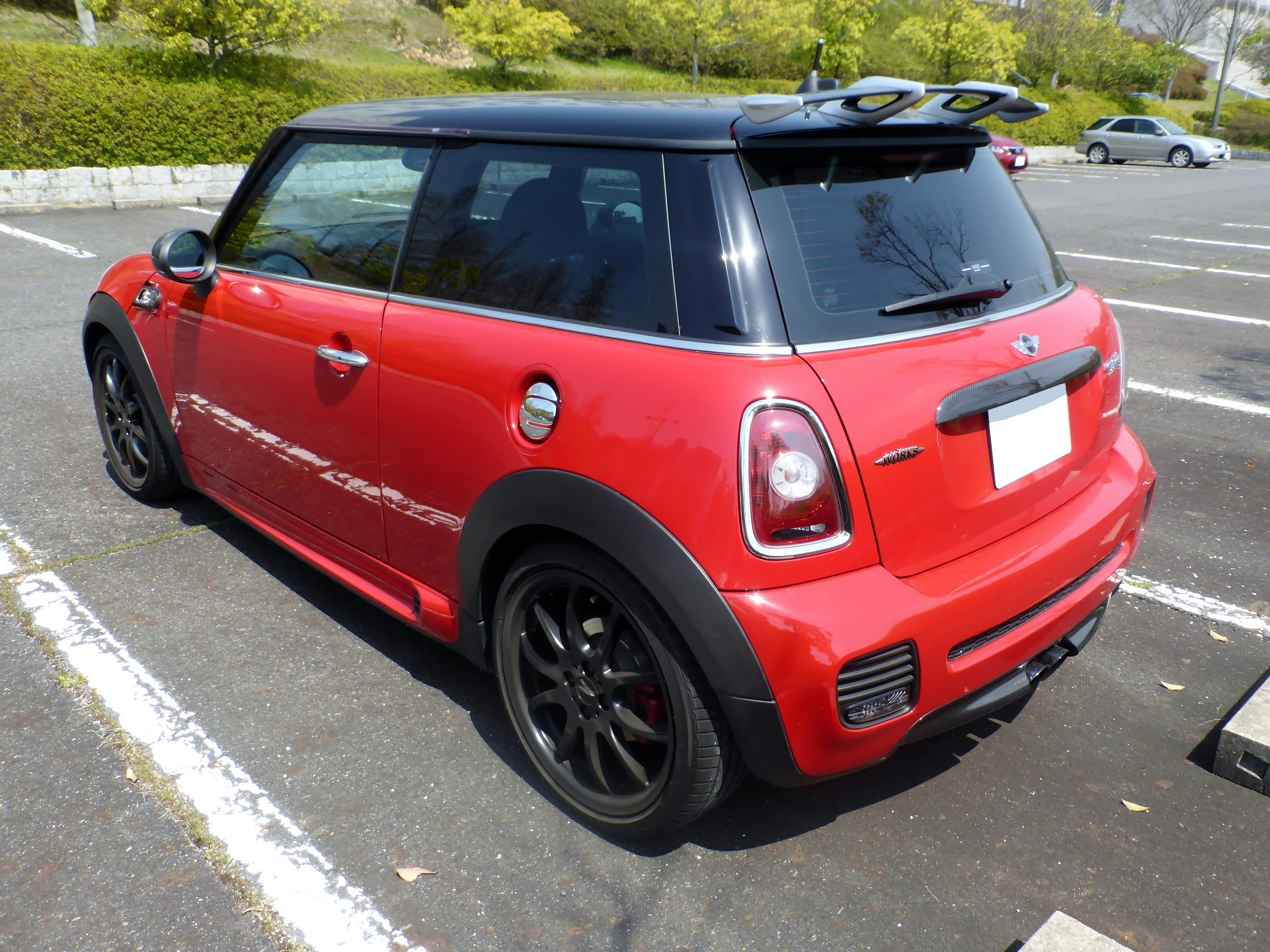
Heckansicht

### John Cooper Works GP (2013)
Der Mini John Cooper Works GP wurde lediglich in einer Auflage von 2000 Stück gebaut. Dieses Modell wird von einer 160 kW (218 PS) turboaufgeladenen 1,6-Liter-4-Zylinder-Motor angetrieben und beschleunigt von 0–100 km/h in 6,3 Sekunden und erreicht eine Höchstgeschwindigkeit von 242 km/h. Der GP beinhaltet exklusive 17-Zoll-Mini-Challenge-Räder, Hochleistungsreifen, entworfen in Kooperation mit Kumho, verstellbare Federung, 6-Kolben-Brembo-Vorderradbremsen, rote Spiegelkappen Bremsenkühlung, RECARO Sportsitze (mit Seitenairbags) und eine hintere Domstrebe.
Mini bestätigte eine Rundenzeit auf der Nordschleife des Nürburgrings von 8:23 Minuten – eine Verbesserung von mehr als 19 Sekunden gegenüber dem Vorgängermodell.

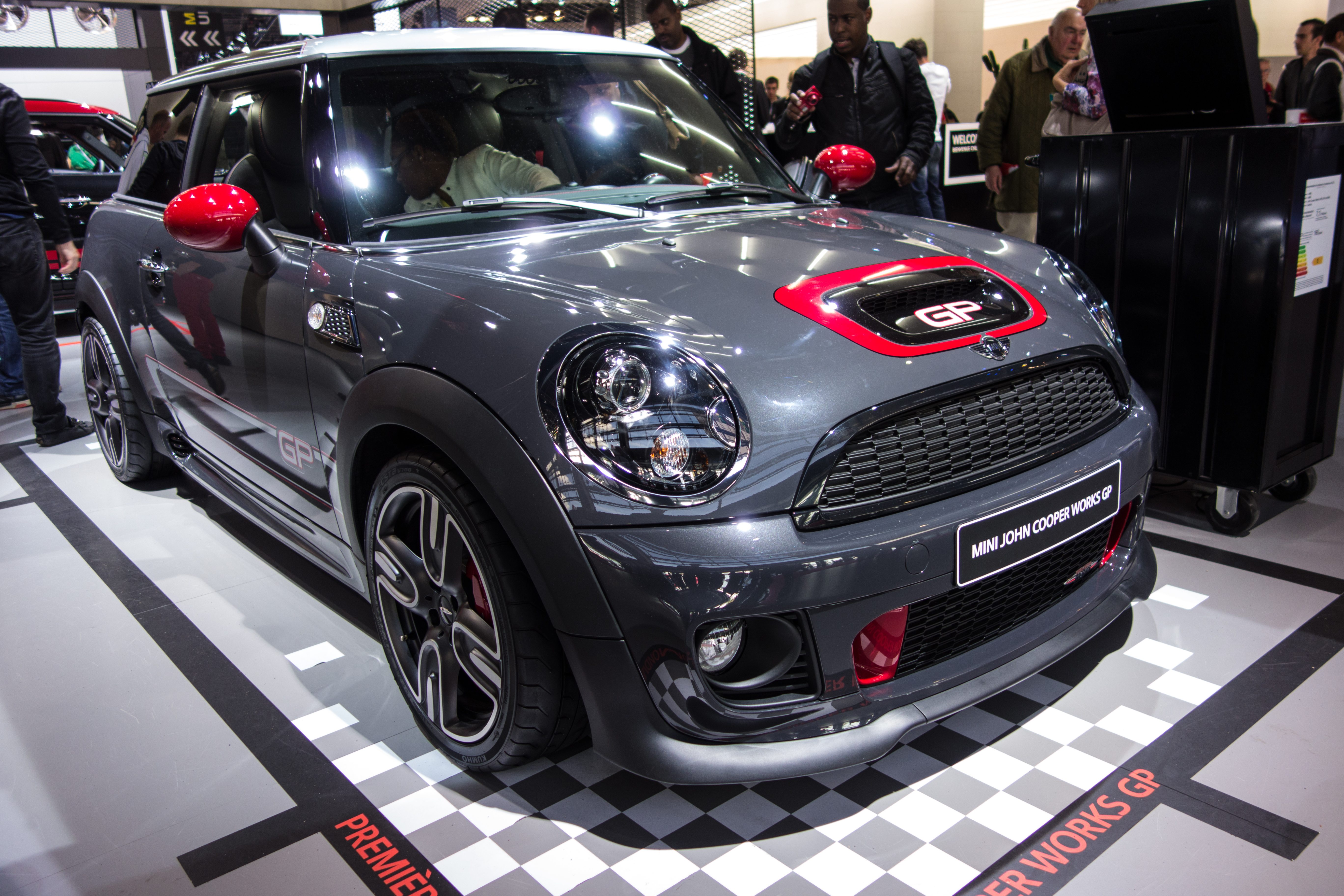
Mini John Cooper Works GP 2013 bei der Vorstellung in Paris
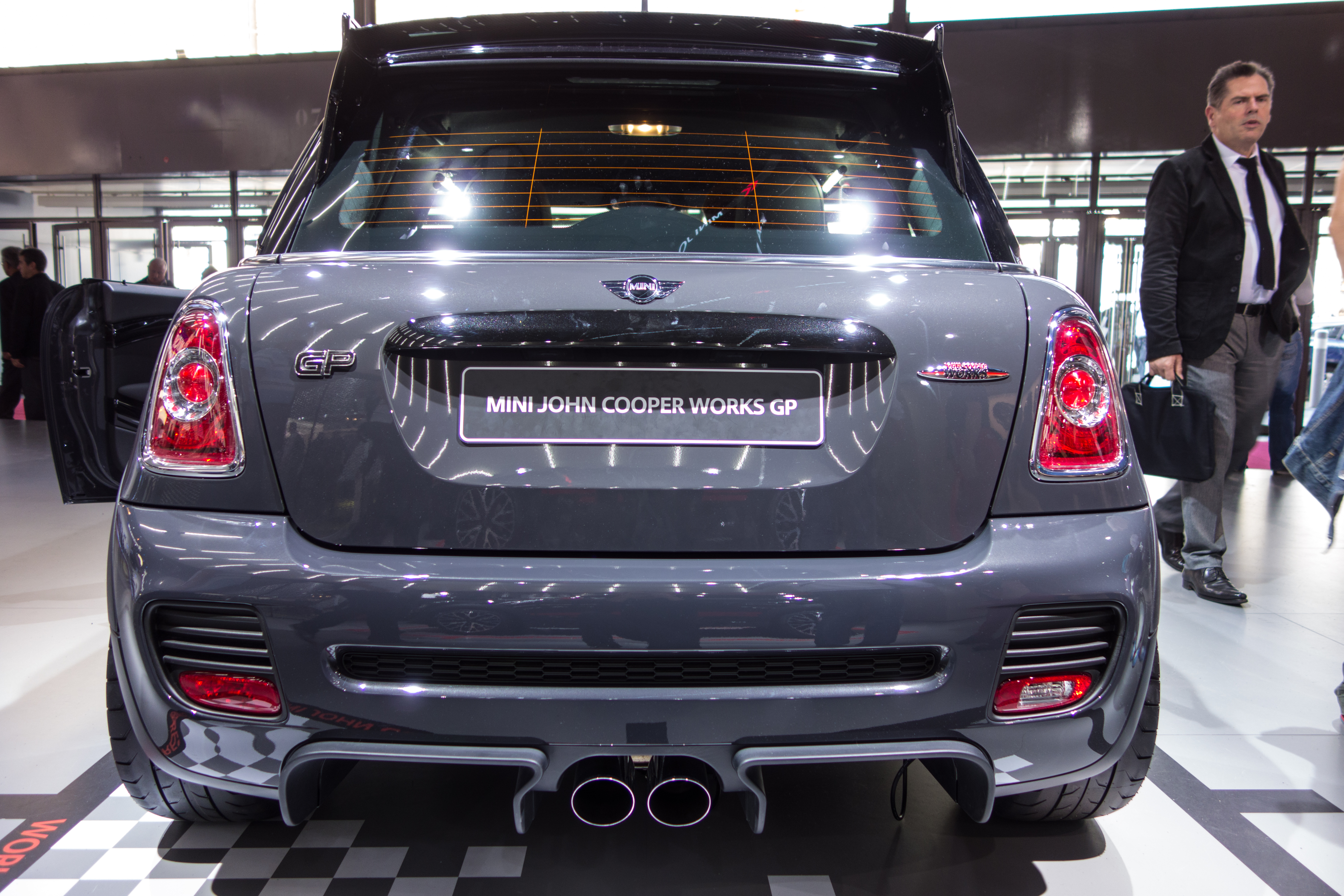
Heckansicht

### John Cooper Works F56 (2015)
Ende 2015 kam ein neues JCW-Modell auf den Markt. Es handelte sich um eine Ableitung aus der Baureihe F56, die seit 2014 als dritte Auflage des „New MINI“ unter BMW-Regie gebaut wurde.
Dieser neue John Cooper Works hat neben geänderten Außenmaßen, die ihn größer und bulliger erscheinen lassen, den 2,0-Liter-Twinturbo-Motor, der auch im  Cooper S verwendet wird, jedoch hier mit serienmäßigen 170 kW (231 PS) knapp 40 kW mehr leistet. Er bringt ihn als Schaltversion in 6,3 Sekunden von 0 auf 100 km/h.

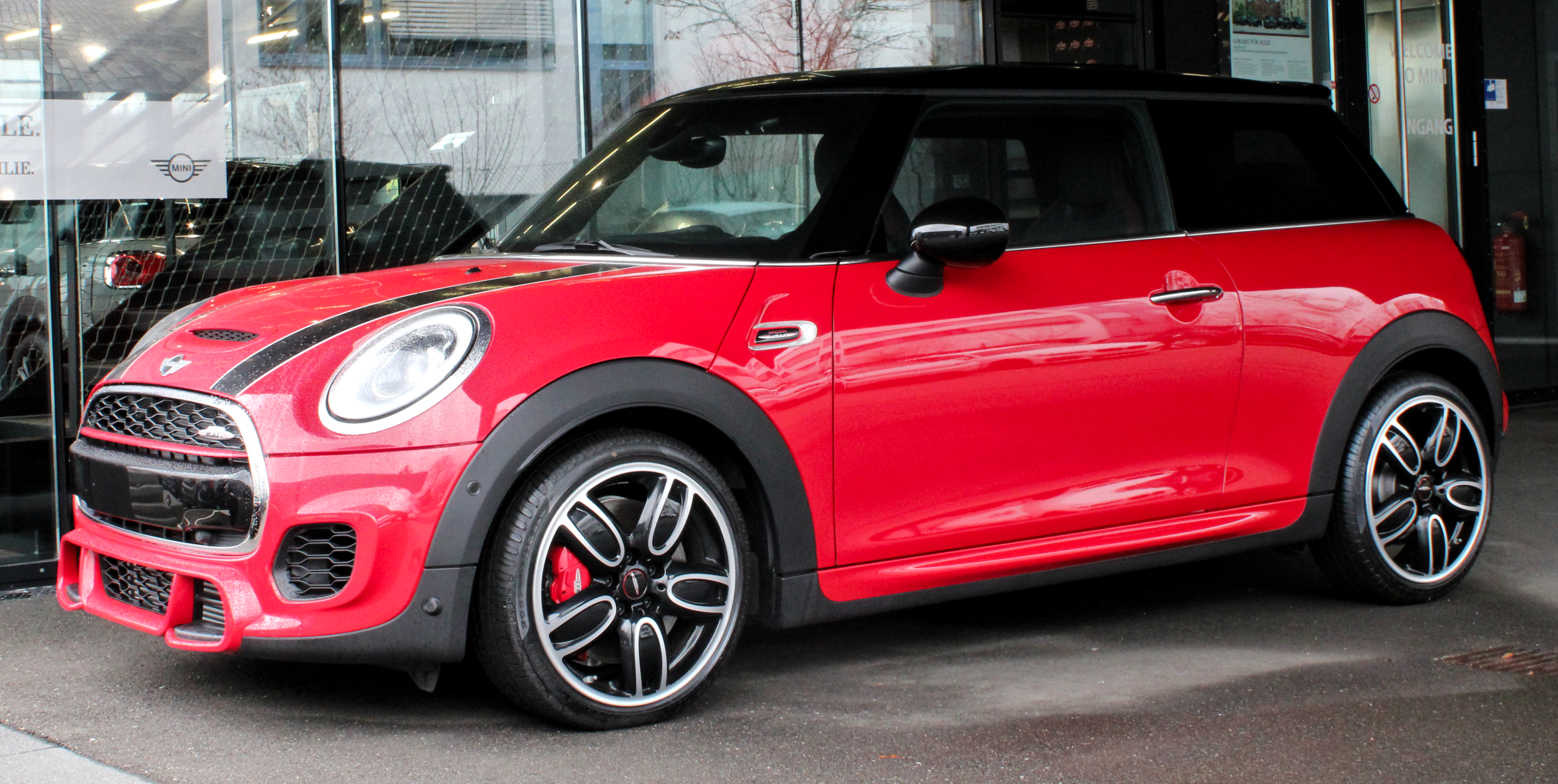
Mini F56 JCW (2015–2018)
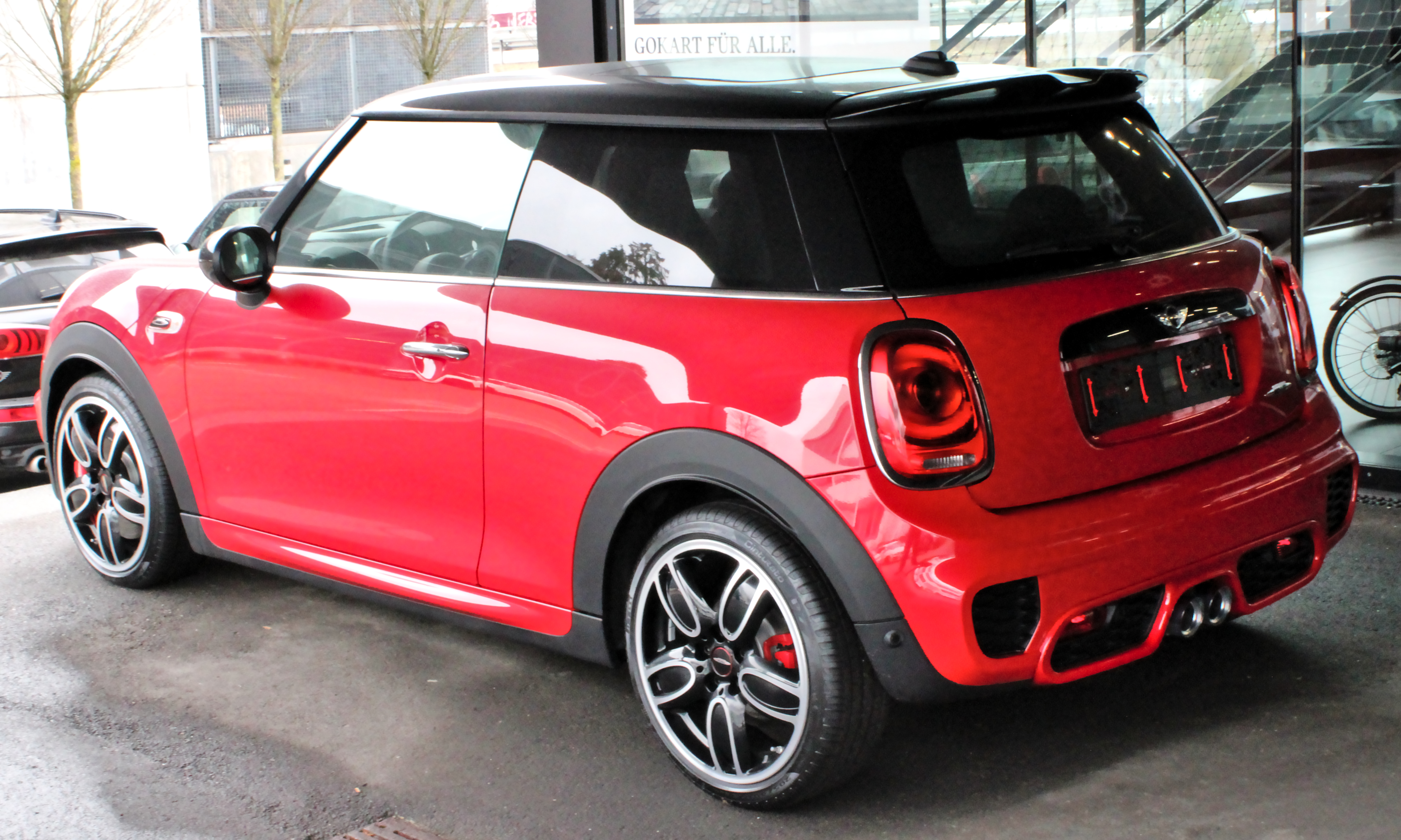
Heckansicht
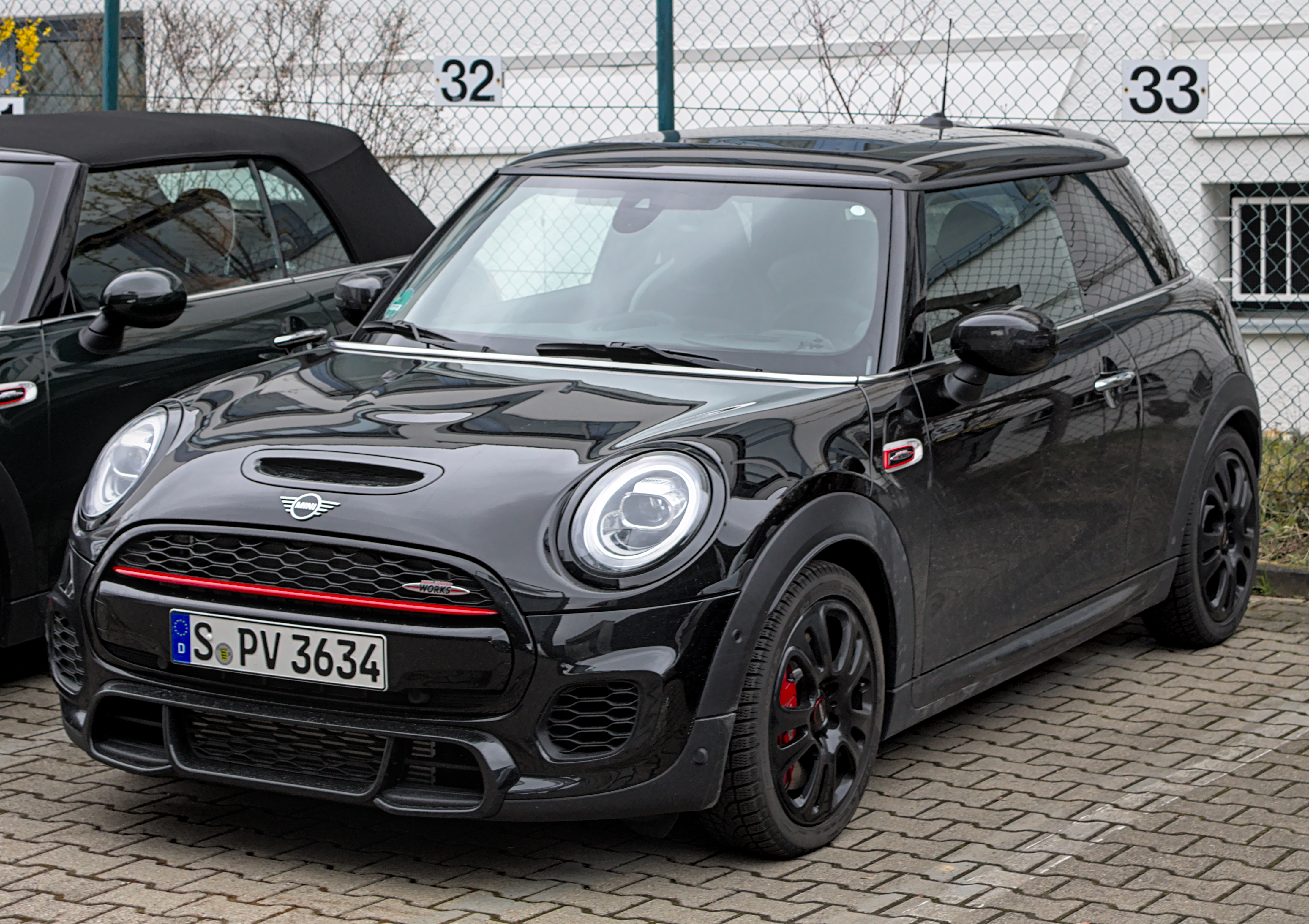
Mini F56 JCW (2018–2021)
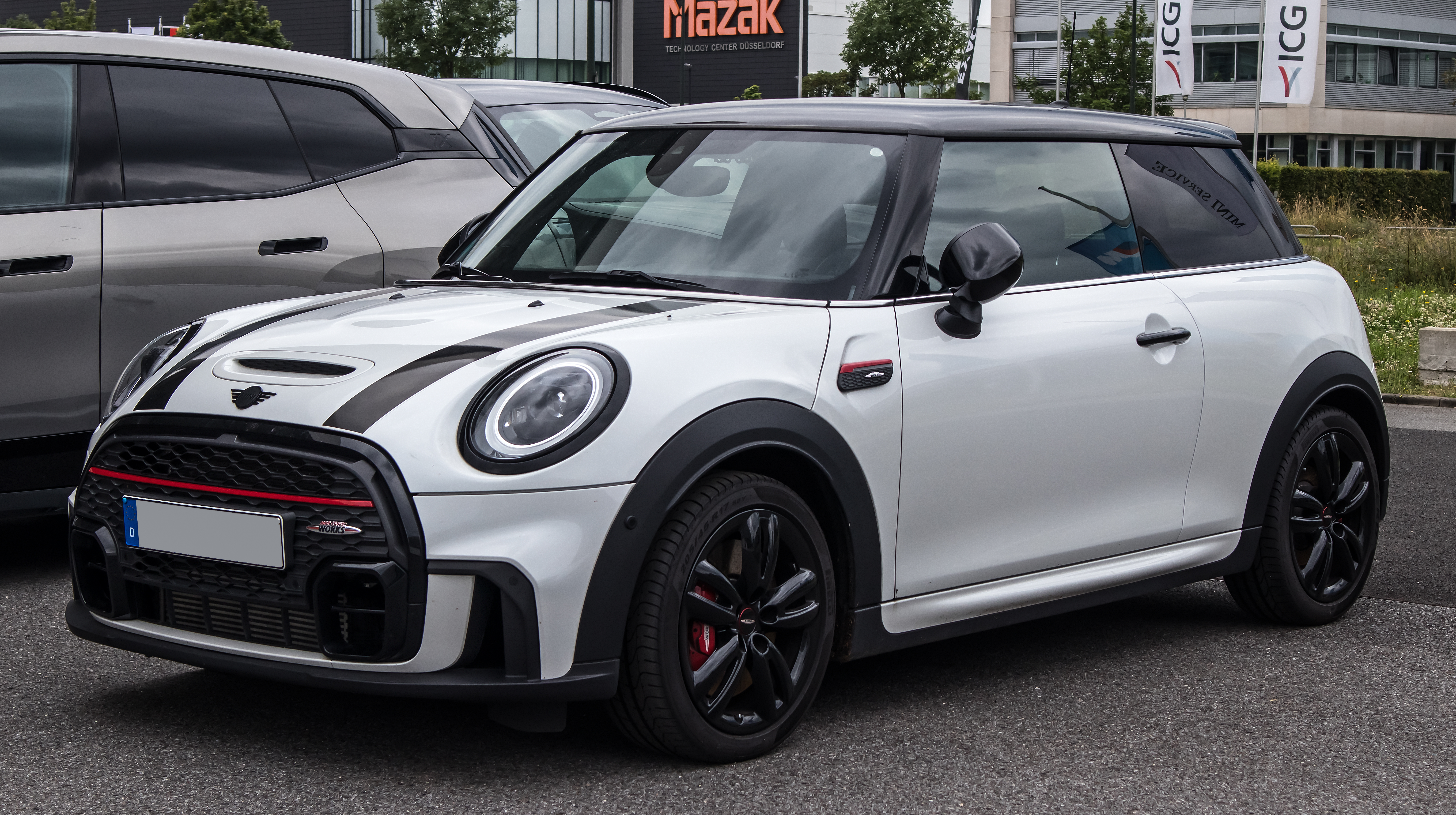
Mini F56 JCW (2021–2024)

### Clubman
Der Mini Clubman war zwischen 2008 und 2024 als JCW verfügbar.

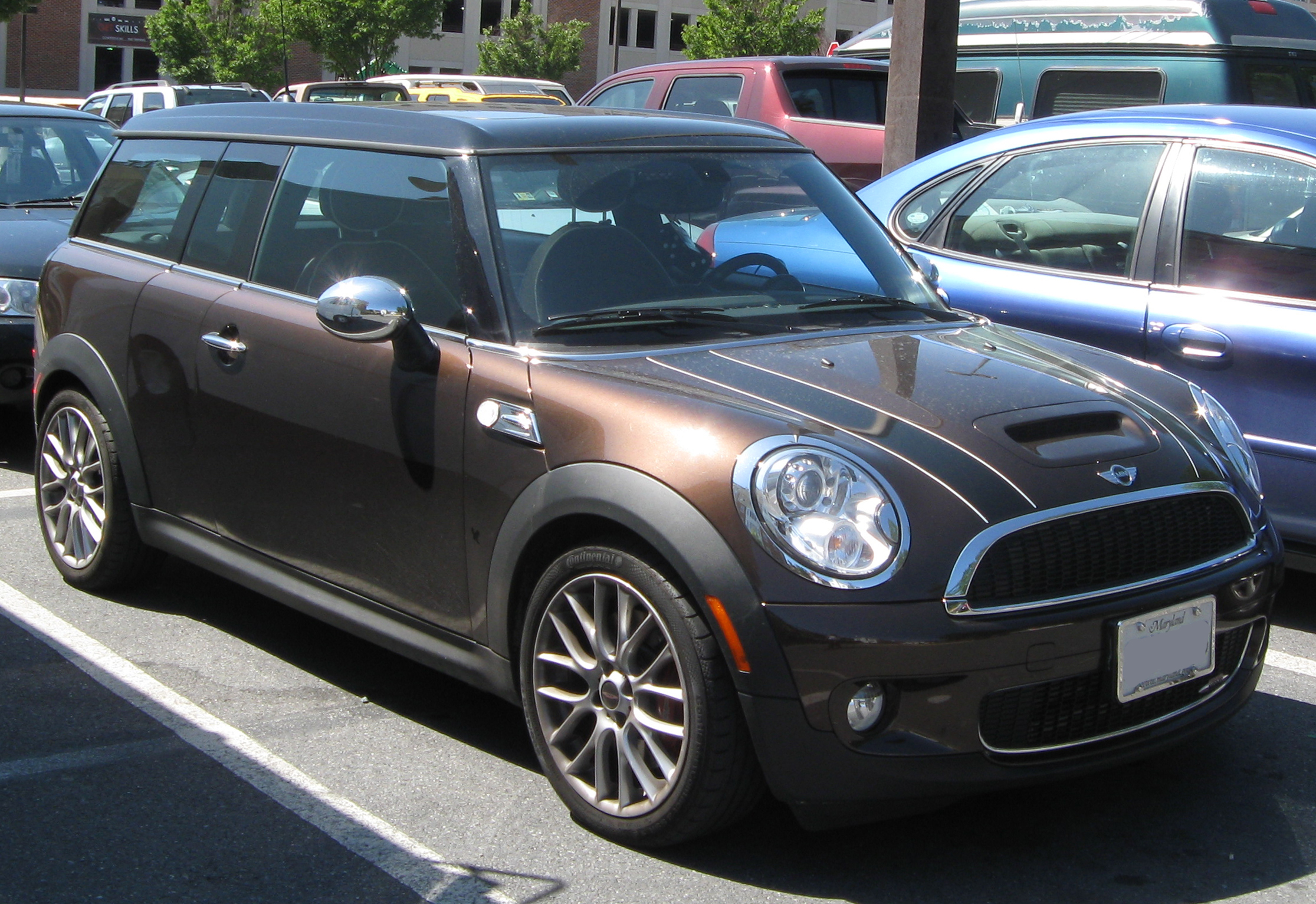
Mini Clubman I JCW (2008–2014)
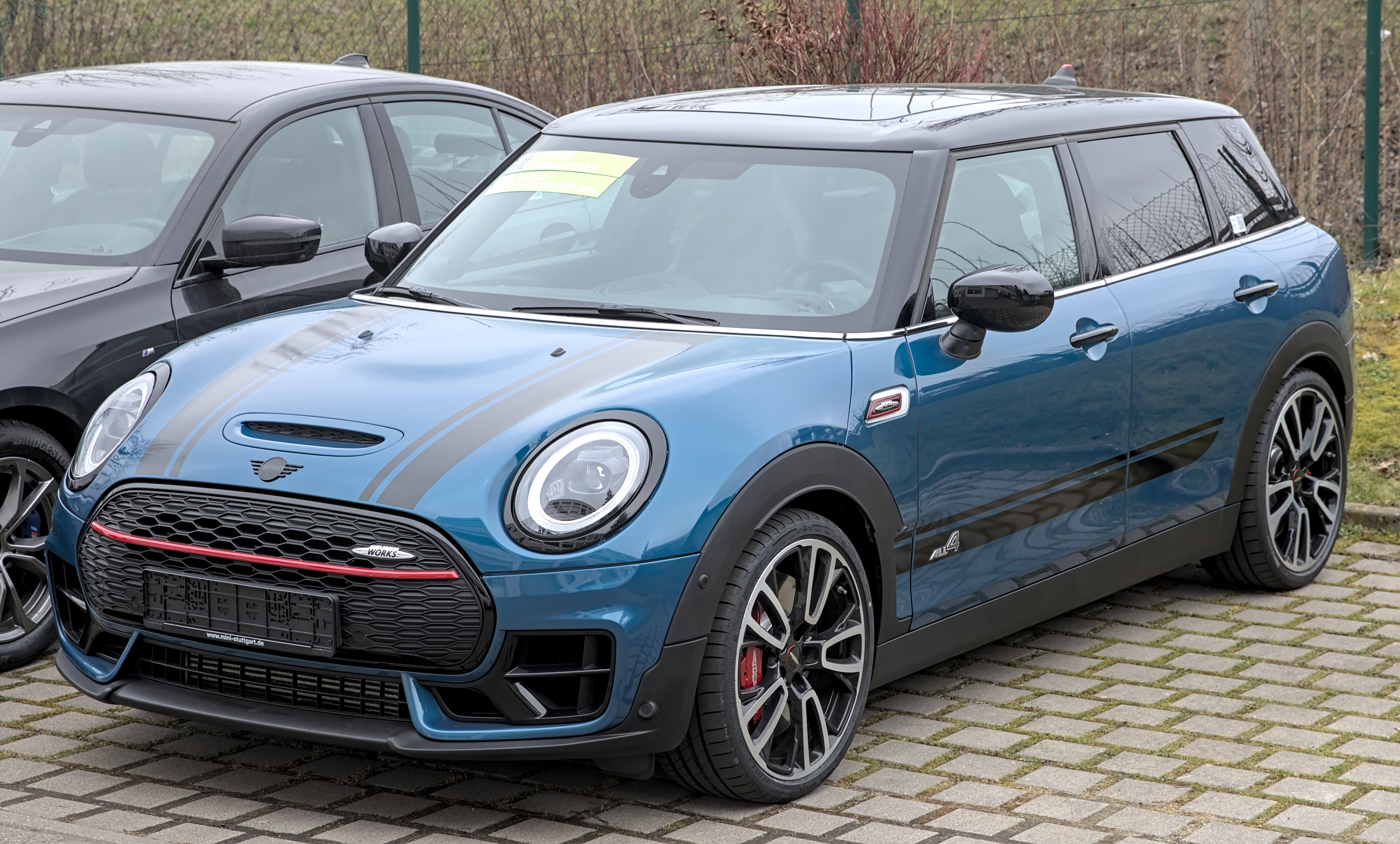
Mini Clubman II JCW (2016–2024)

### Cabrio
Seit März 2009 ist das Mini Cabrio als JCW erhältlich.

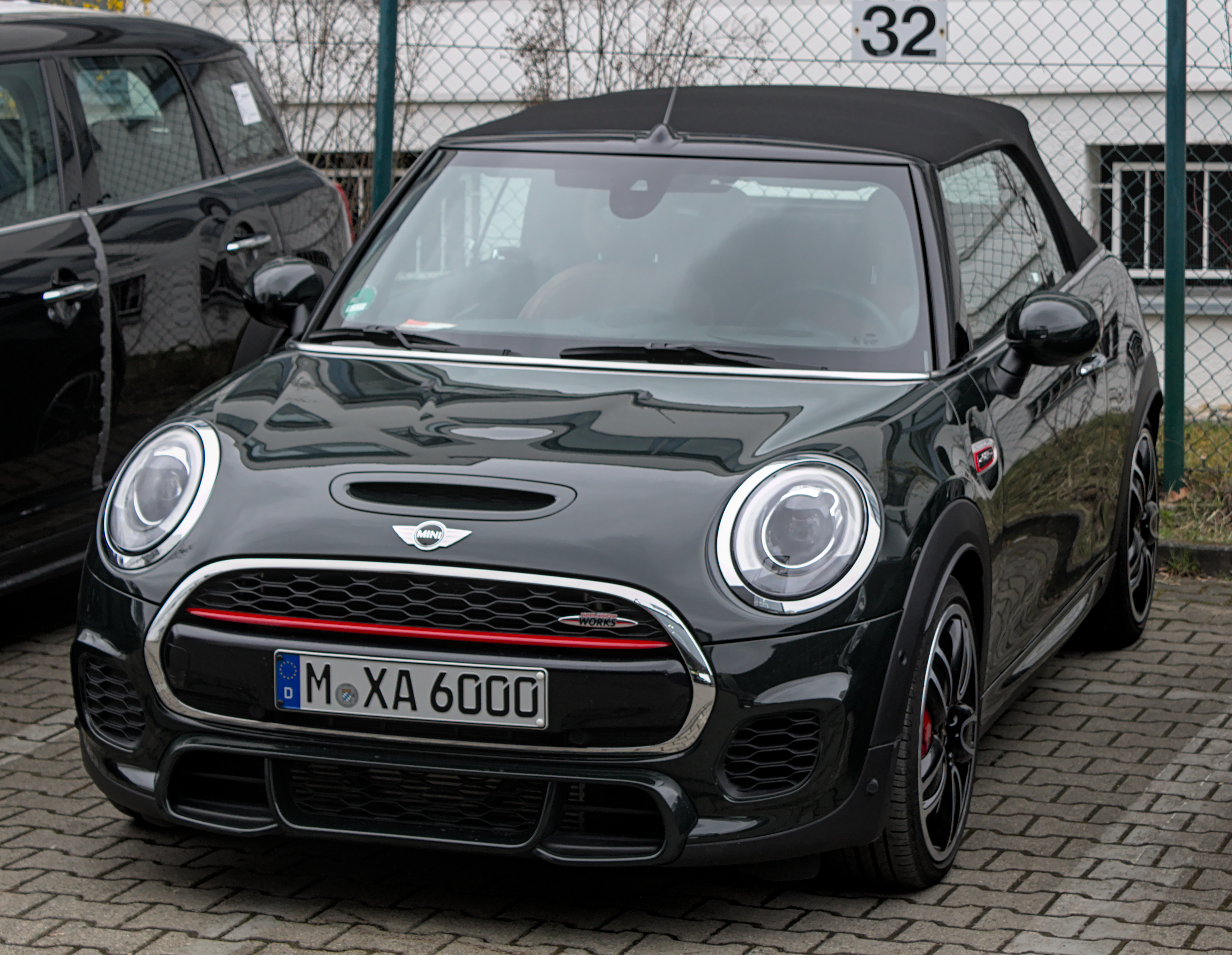
Mini F57 JCW (2018–2021)
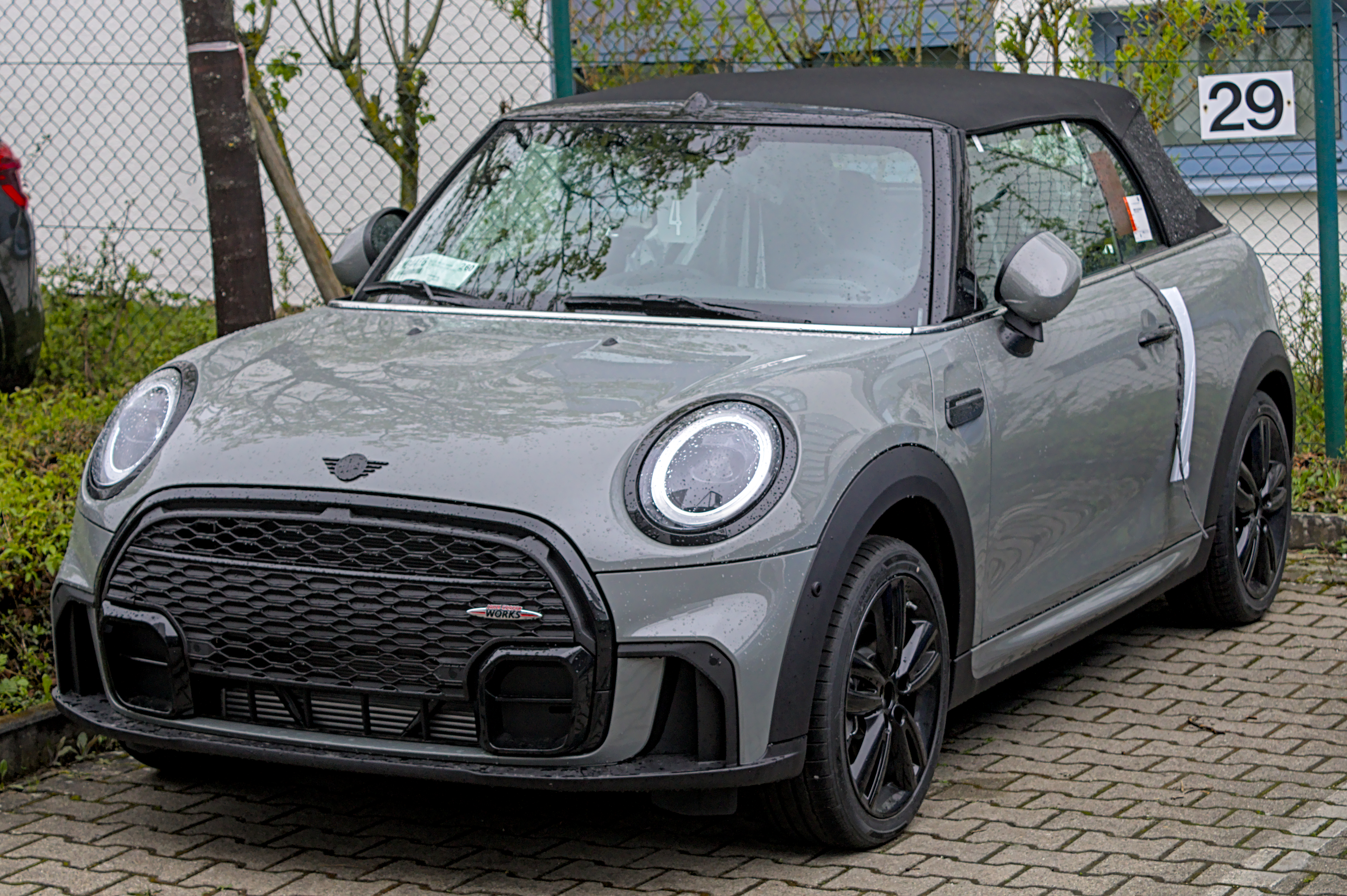
Mini F57 mit JCW Bodykit (2021–2024)

### Coupé
Das Mini Coupé war zwischen Oktober 2011 und Mai 2015 als JCW erhältlich. Angetrieben wurde das Fahrzeug vom 1,6-Liter-Ottomotor mit 211 PS. Auf 100 km/h beschleunigt das Coupé in 6,4 Sekunden, die Höchstgeschwindigkeit liegt bei 240 km/h.
Von diesem Fahrzeug gibt es nur eine einzige für die Langstrecke Homologierte Rennvariante, diese wurde in den Jahren 2018 und 2019 vom Motorsportteam Racing4Emotion in der VLN auf dem Nürburgring eingesetzt.

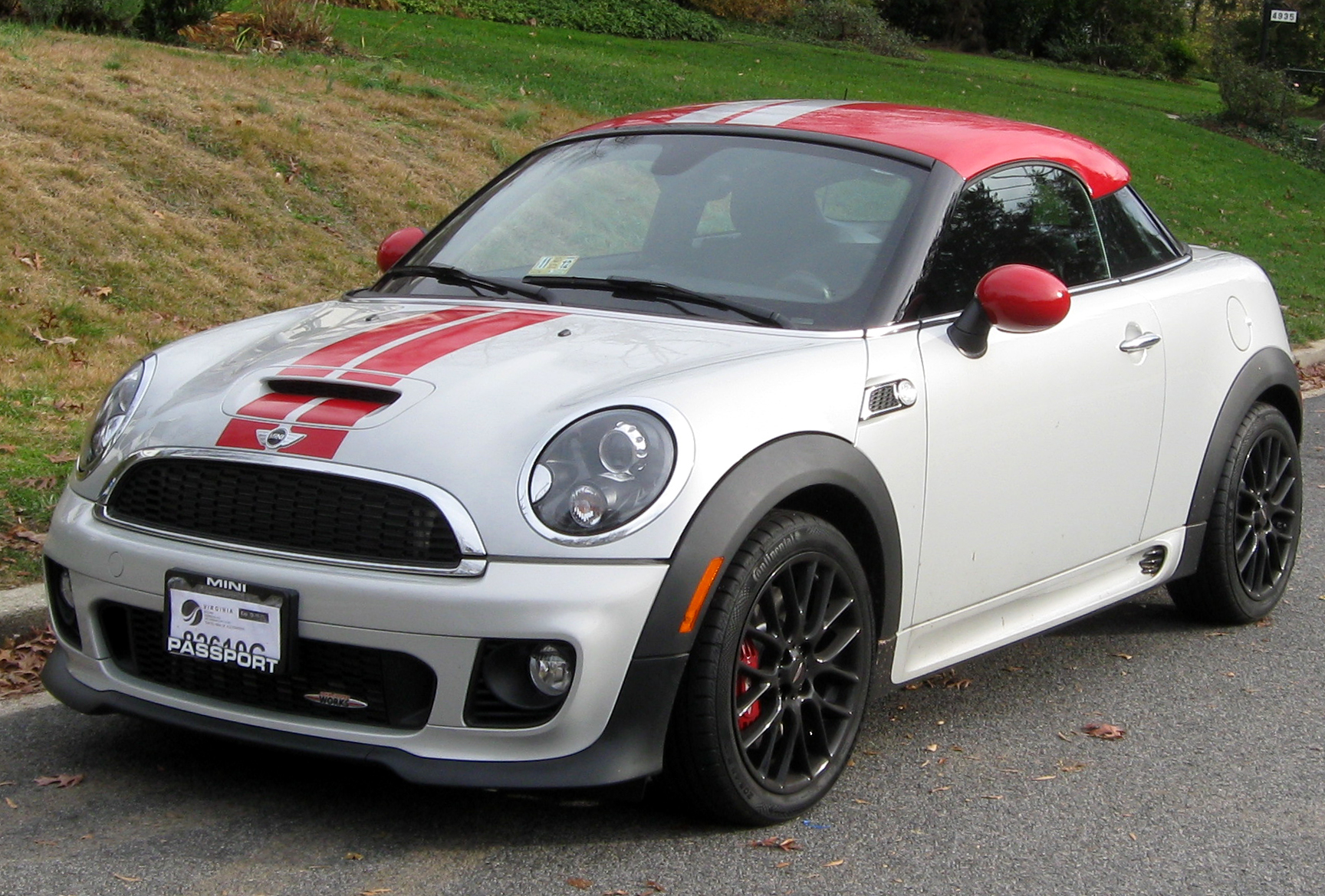
Mini Coupé JCW (2011–2015)
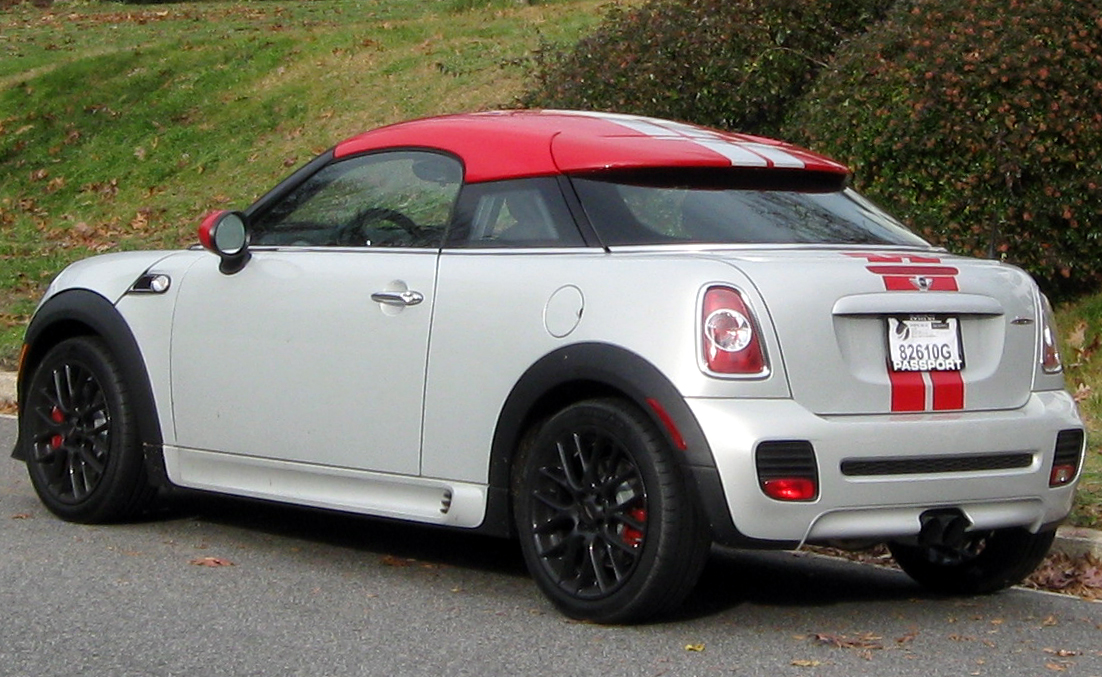
Heckansicht

### Roadster
Der auf dem Coupé basierende Mini Roadster war zwischen März 2012 und Mai 2015 als JCW erhältlich. Angetrieben wurde das Fahrzeug vom 1,6-Liter-Ottomotor mit 211 PS. Auf 100 km/h beschleunigt der Roadster in 6,5 Sekunden, die Höchstgeschwindigkeit liegt bei 237 km/h.

### Countryman
Der John Cooper Works Countryman ist der erste 5-türige JCW von Mini. Er wurde 2012 auf dem Genfer Auto-Salon vorgestellt. Angetrieben wird das SUV von einem 218 PS starken 1,6-Liter-Ottomotor, der das SUV in 6,9 Sekunden auf 100 km/h beschleunigt. Die Höchstgeschwindigkeit gibt der Hersteller mit 228 km/h an.
Auf Basis der zweiten Generation des Countryman leistet der JCW 231 PS  (nach Modellpflege: 306 PS) aus einem Zweiliter-Ottomotor. 100 km/h sind nach 6,5 Sekunden (nach Modellpflege: 5,1 Sekunden) erreicht, die Höchstgeschwindigkeit liegt bei 234 km/h bis 250 km/h.
Auch die dritte Generation der Baureihe gibt es wieder als JCW. Sie verwendet den gleichen Antrieb wie der BMW X1 M35i. 300 PS ermöglichen eine Beschleunigung auf 100 km/h in 5,4 Sekunden und eine Höchstgeschwindigkeit von 250 km/h.

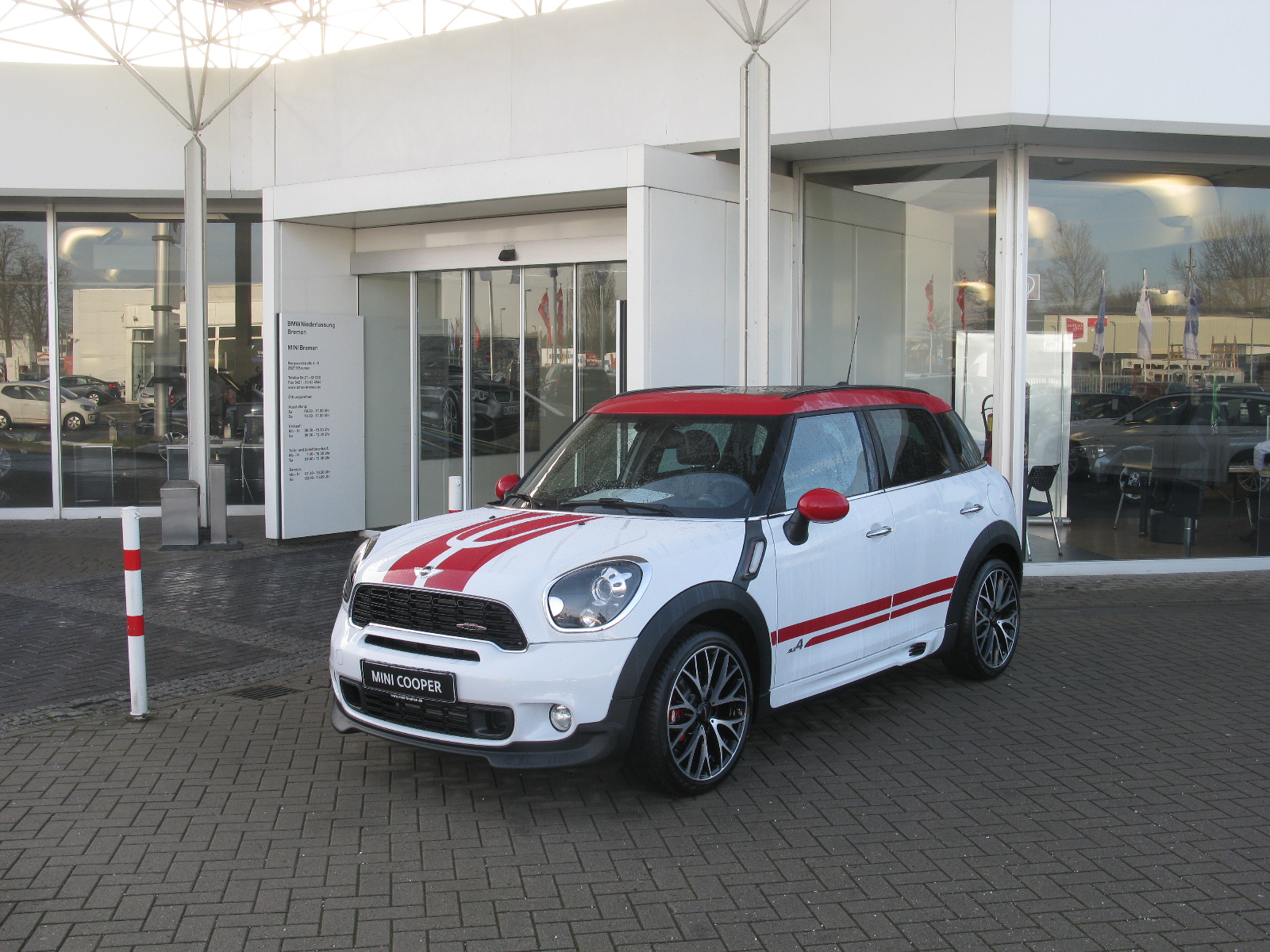
Mini Countryman I JCW (2012–2017)
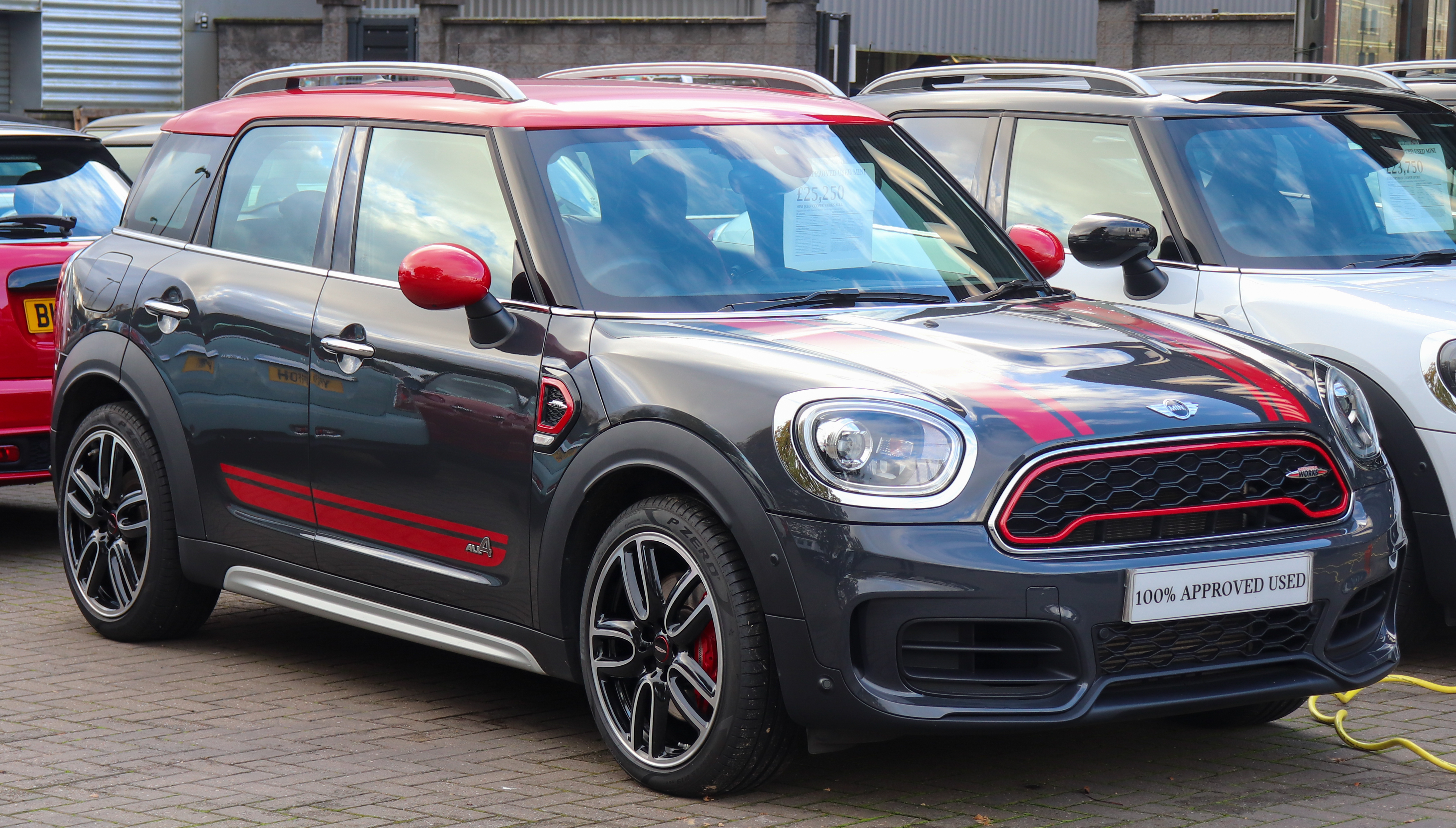
Mini Countryman II JCW (2017–2023)
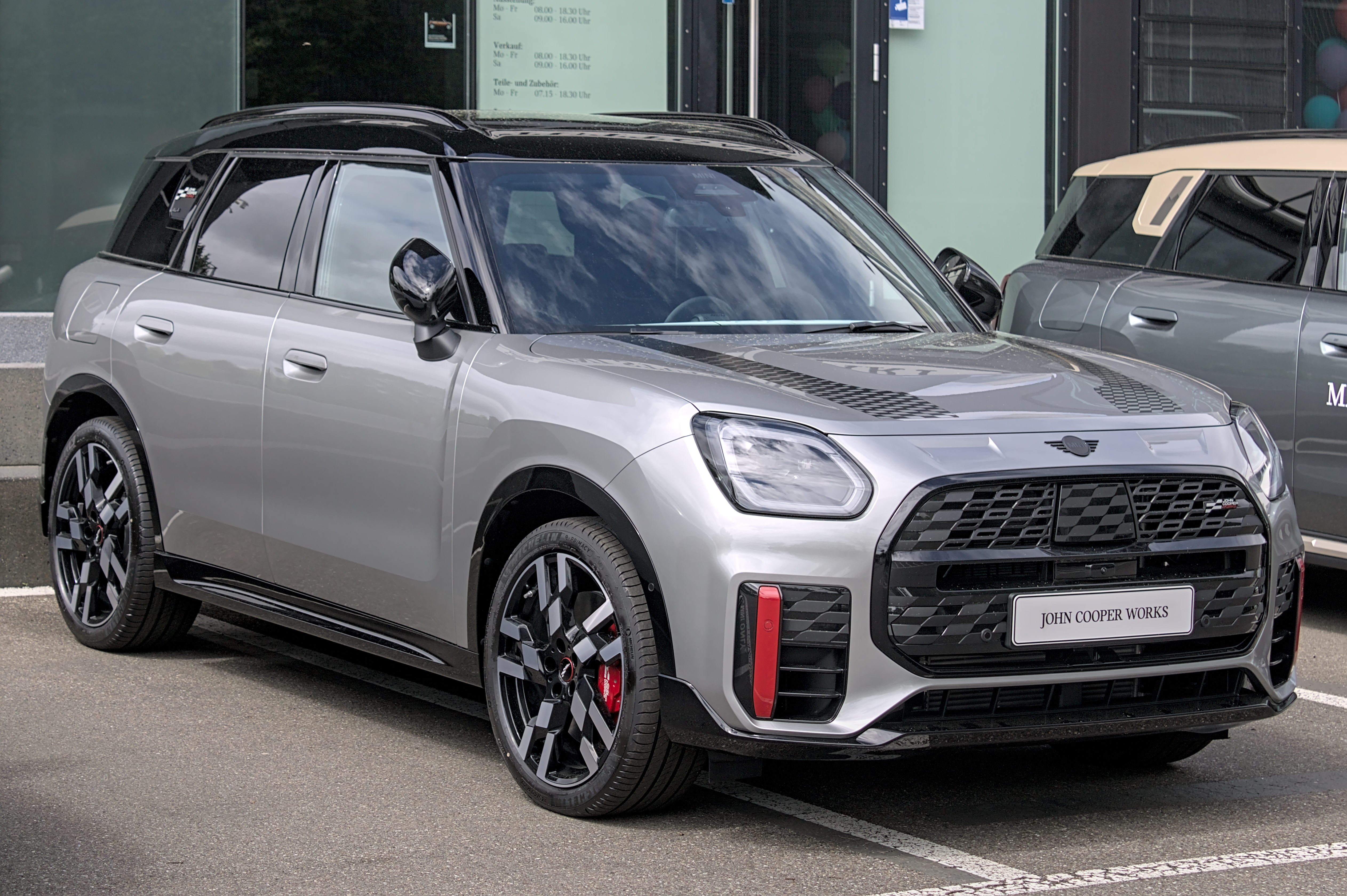
Mini Countryman III JCW (seit 2023)

### Paceman
Das SUV-Coupé Mini Paceman war zwischen März 2013 und November 2016 auch als JCW erhältlich. Angetrieben wurde das Fahrzeug wie auch die erste Generation des Countryman von einem 218 PS starken 1,6-Liter-Ottomotor. Dieser beschleunigt das SUV in 6,8 Sekunden auf 100 km/h. Die Höchstgeschwindigkeit gibt der Hersteller mit 229 km/h an.

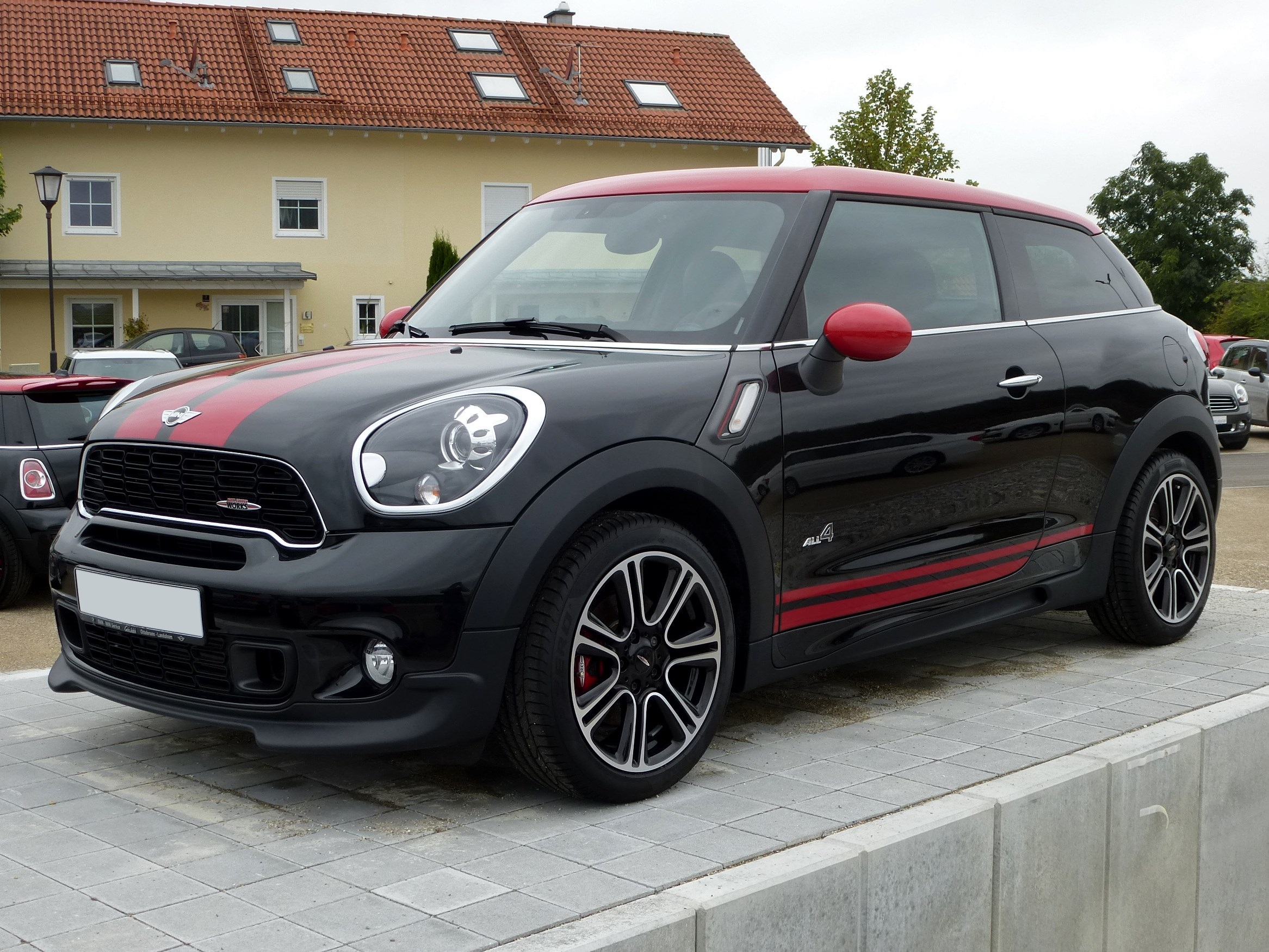
Mini Paceman JCW (2013–2016)
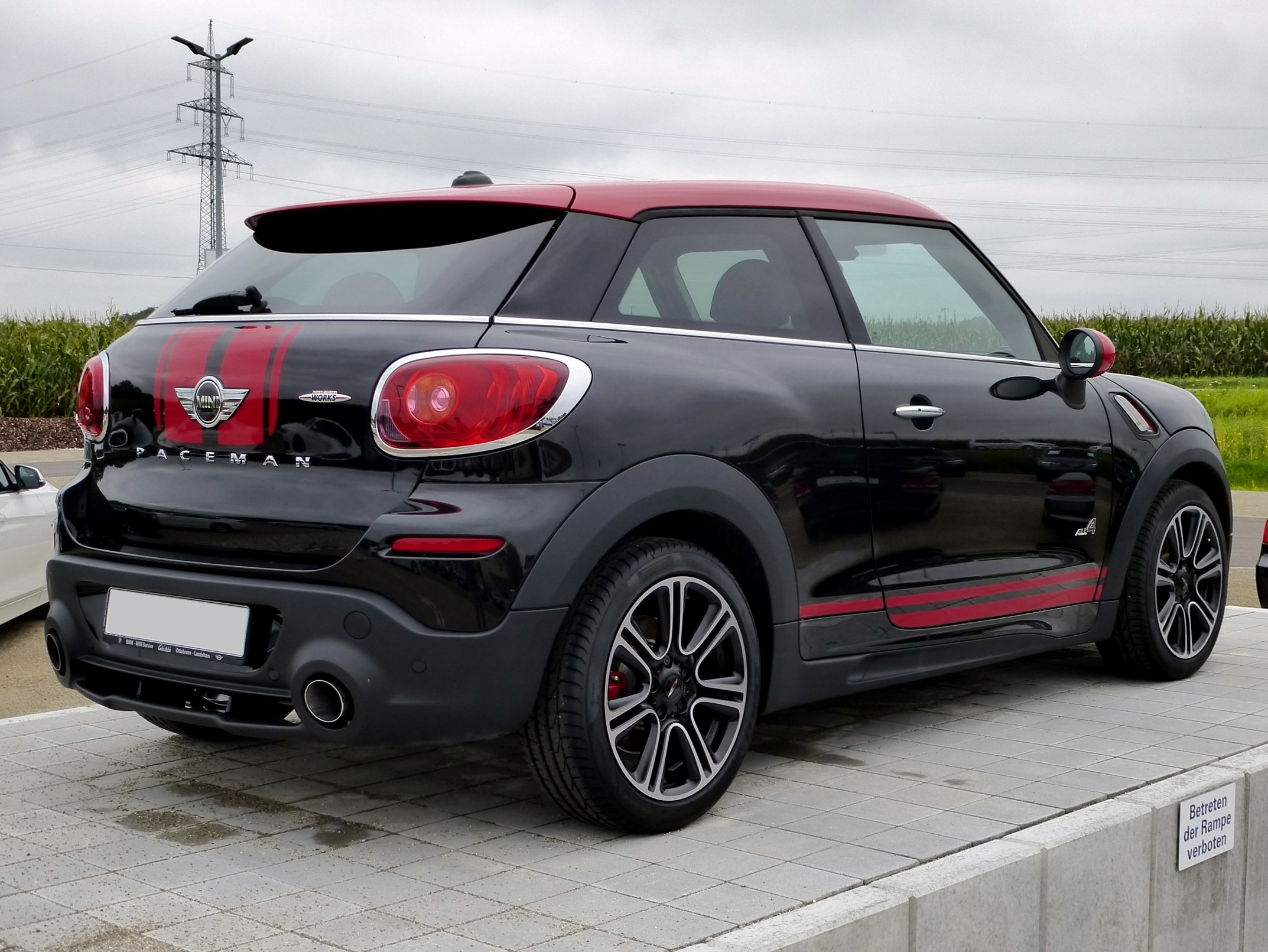
Heckansicht

### John Cooper Works GP Concept
Auf der Internationalen Automobil-Ausstellung im September 2017 in Frankfurt am Main wurde das Konzeptfahrzeug Mini John Cooper Works GP Concept auf Basis des Mini F56 präsentiert. Das Serienfahrzeug soll die Nachfolge des John Cooper Works GP antreten. Das Konzeptfahrzeug weist auf den Flanken die Nummer 0059 auf. Diese ist eine Reminiszenz an das erste Produktionsjahr des Ur-Mini. Die Rücklichter erinnern an den Union Jack.

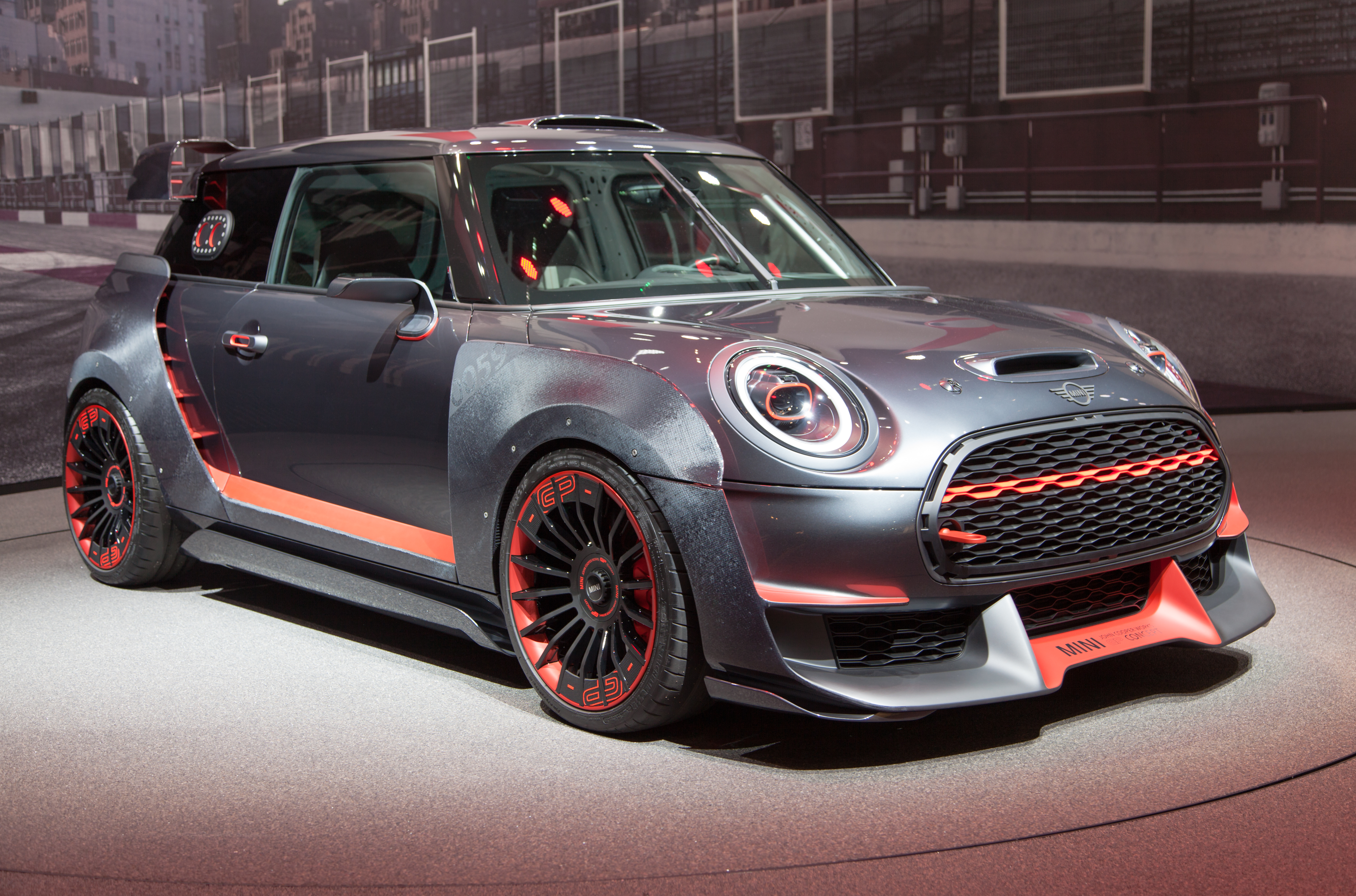
Mini John Cooper Works GP Concept auf der IAA 2017
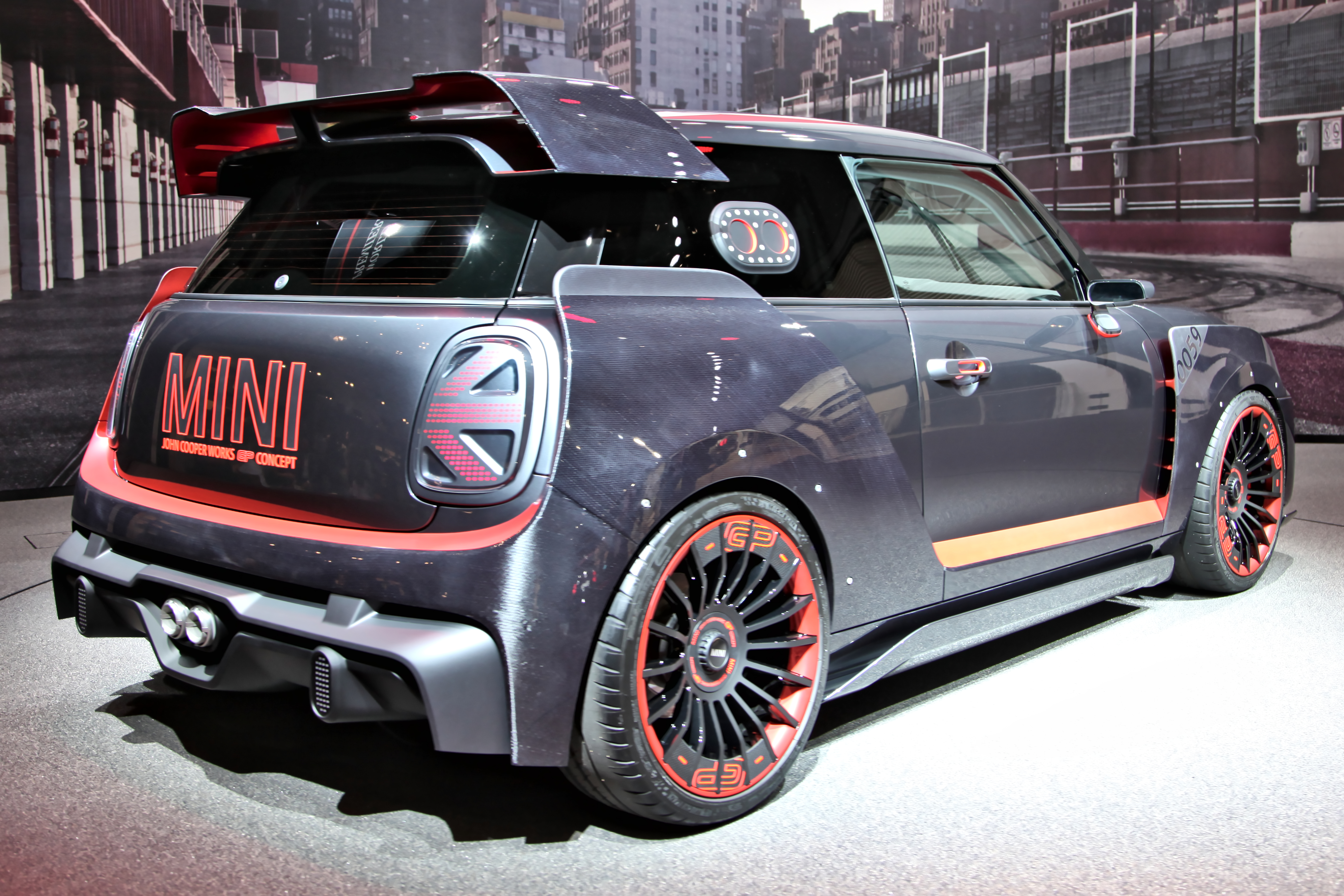
Heckansicht
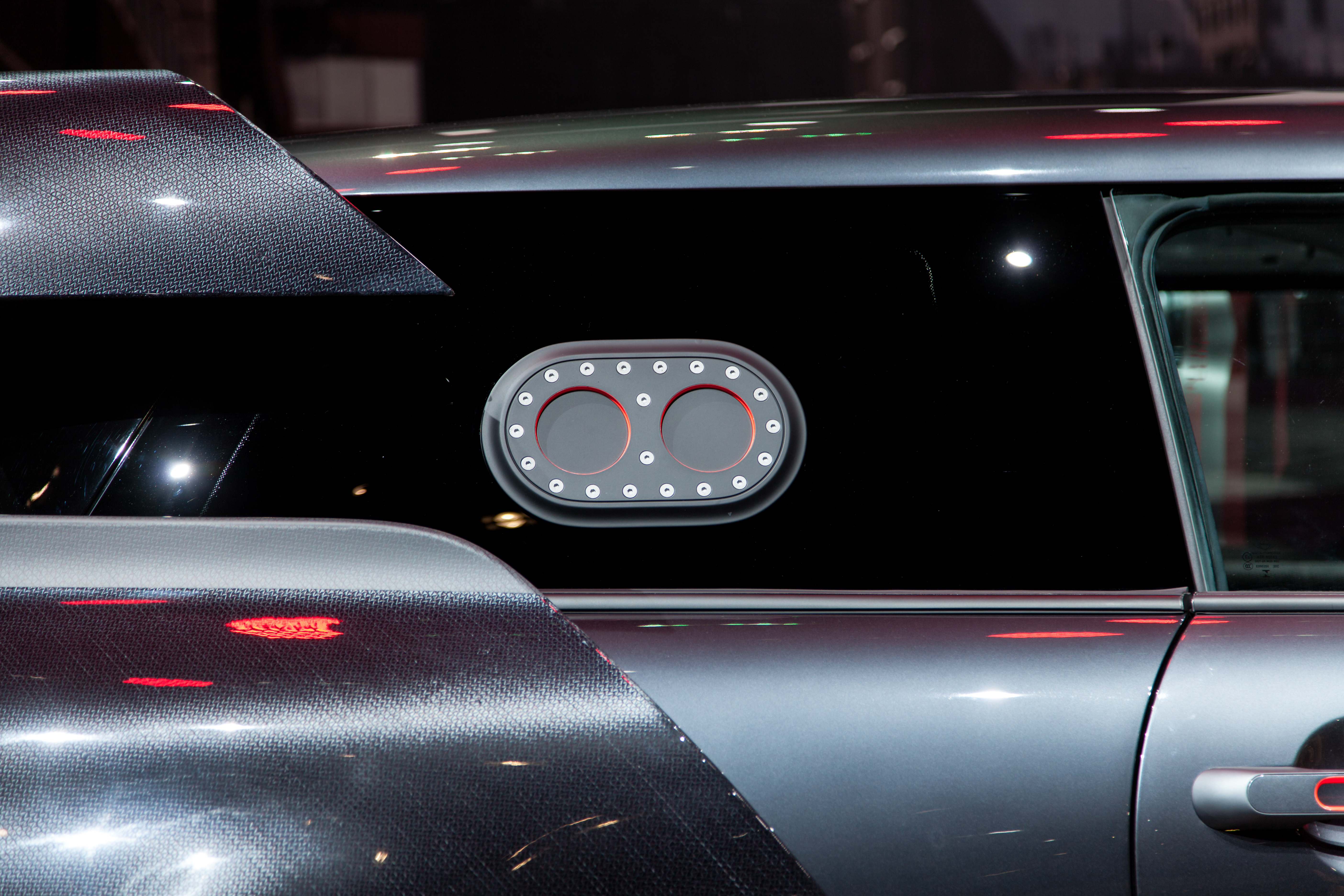
Einfüllstutzen

### John Cooper Works GP (2020)
Auch von der Generation F56 gibt es mit dem John Cooper Works GP eine limitierte Sonderedition. Diese basiert im weitesten Sinne auf dem GP Concept aus dem Jahr 2017. Die übermäßige Bespoilerung vorne und hinten fällt jedoch weg, die Anbauteile an den Kotflügeln und der Heckflügel verbleiben allerdings. Das Modell wurde lediglich in einer Auflage von 3000 Stück gebaut. Der John Cooper Works GP bringt 225 kW (306 PS) und 450 Nm durch einen turboaufgeladenen 2,0-Liter-4-Zylinder-Motor auf die Straße. Diese Leistungen reichen um den Wagen in 4,9 Sekunden von 0 auf 100 km/h zu beschleunigen und eine Höchstgeschwindigkeit von 265 km/h zu erreichen.

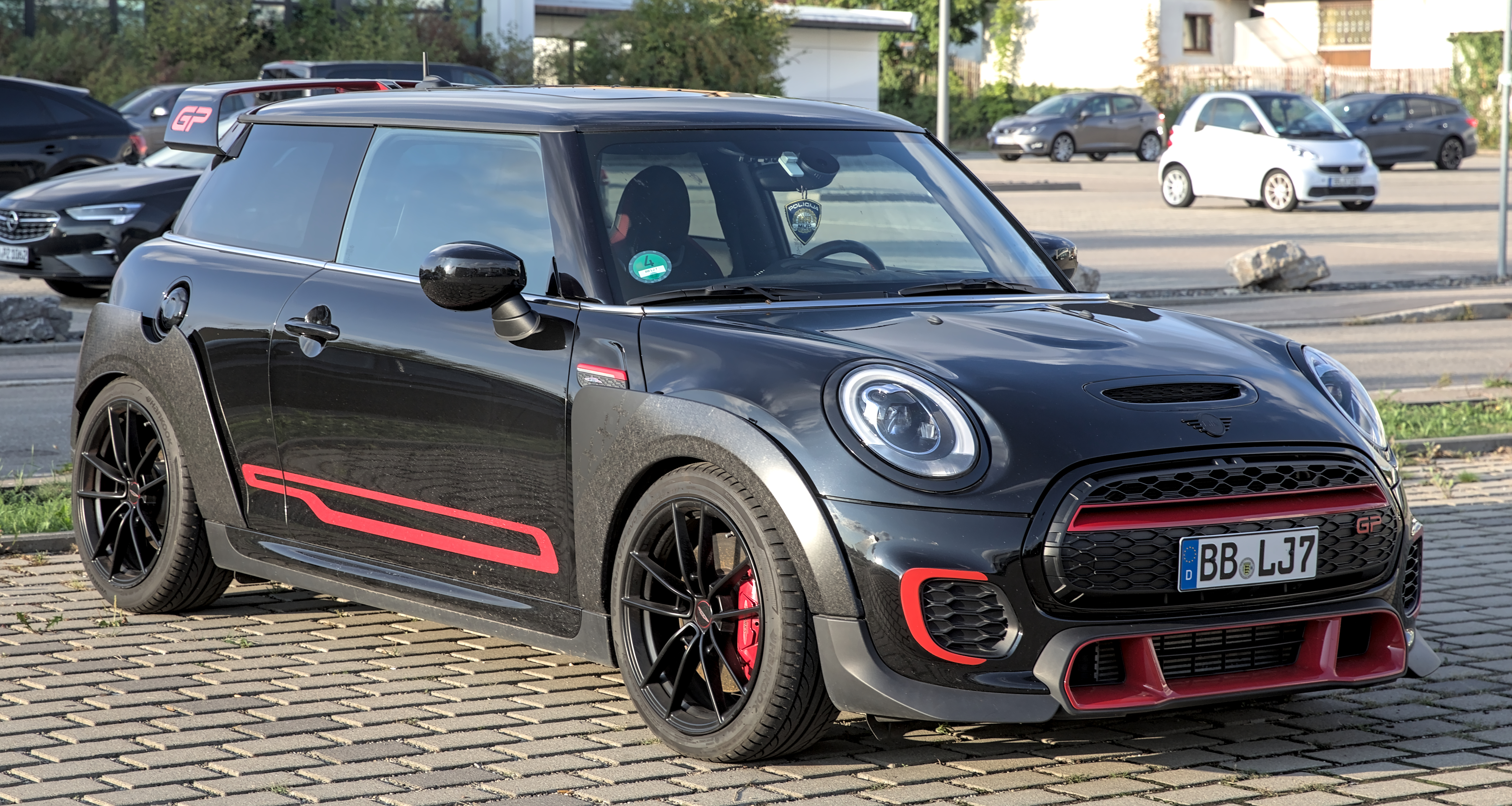
Mini John Cooper Works GP (2020)
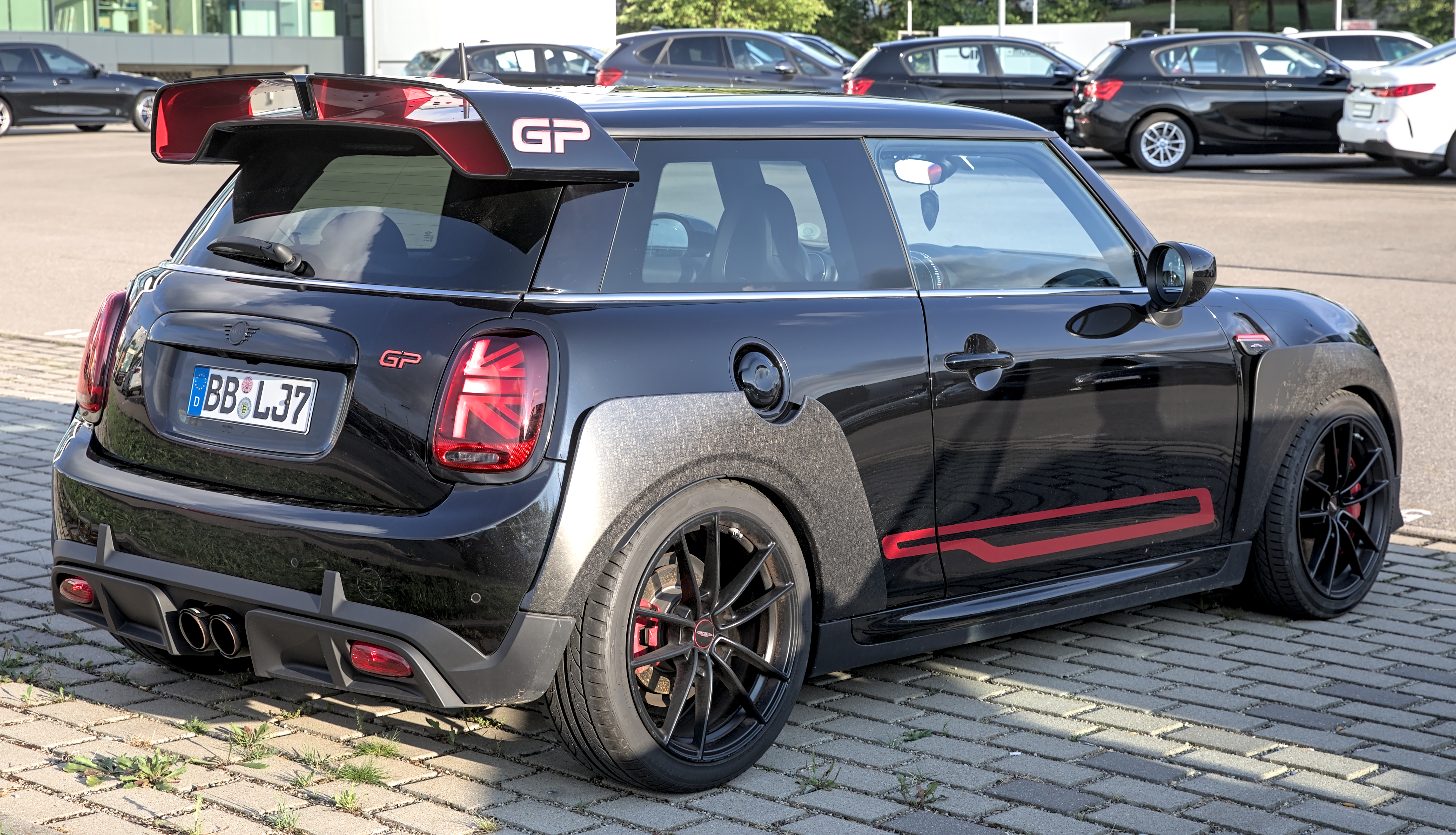
Heckansicht

### John Cooper Works J01 (2024)
Auf Basis des elektrisch angetriebenen Minis der Baureihe J01 wurde im November 2023 die sportlicher gestaltete JCW-Trim-Version in Bulgarien vorgestellt. Eine leistungsstärkere JCW-Version folgte im Oktober 2024.

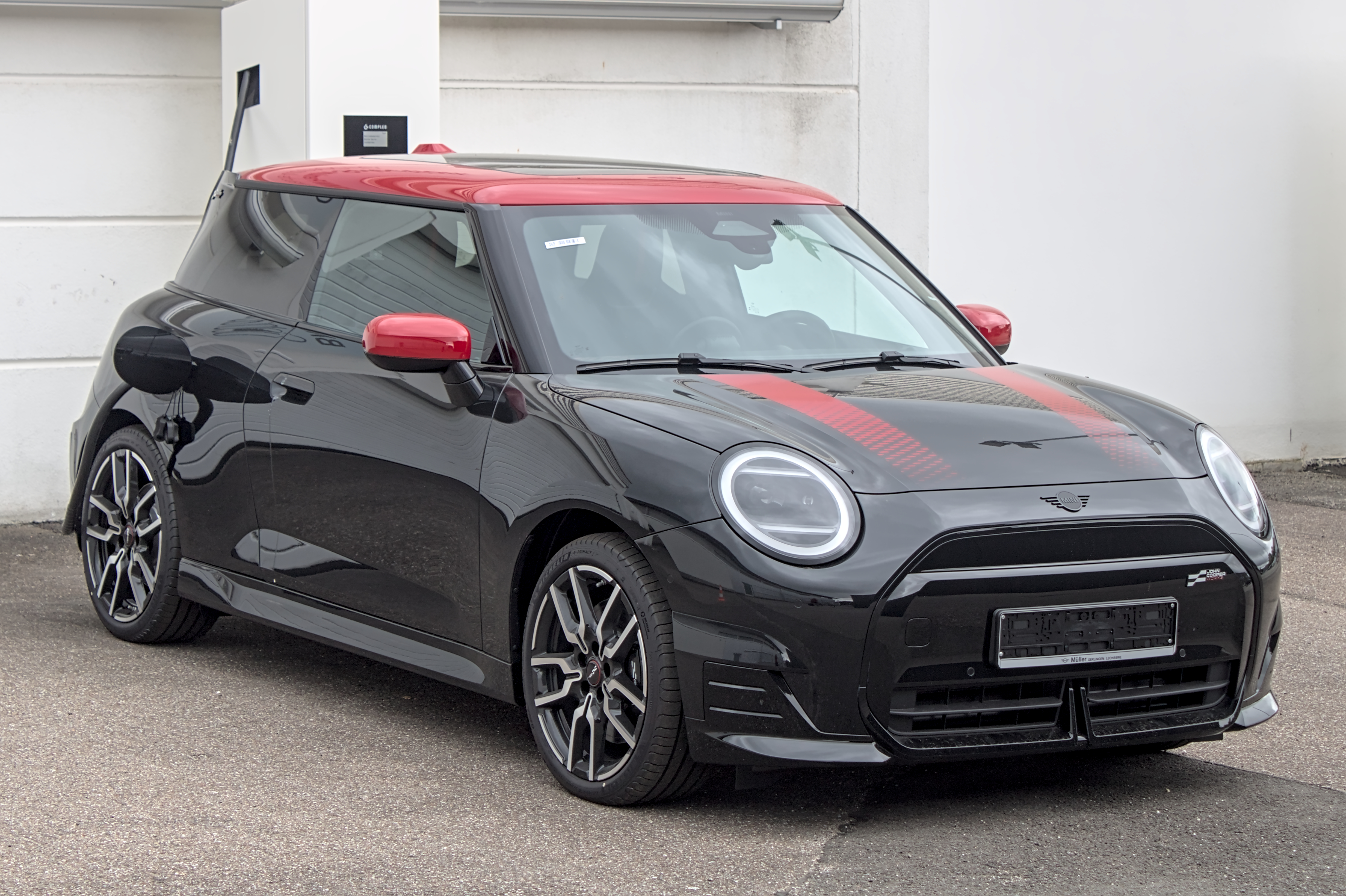
Mini J01 JCW Trim (seit 2024)
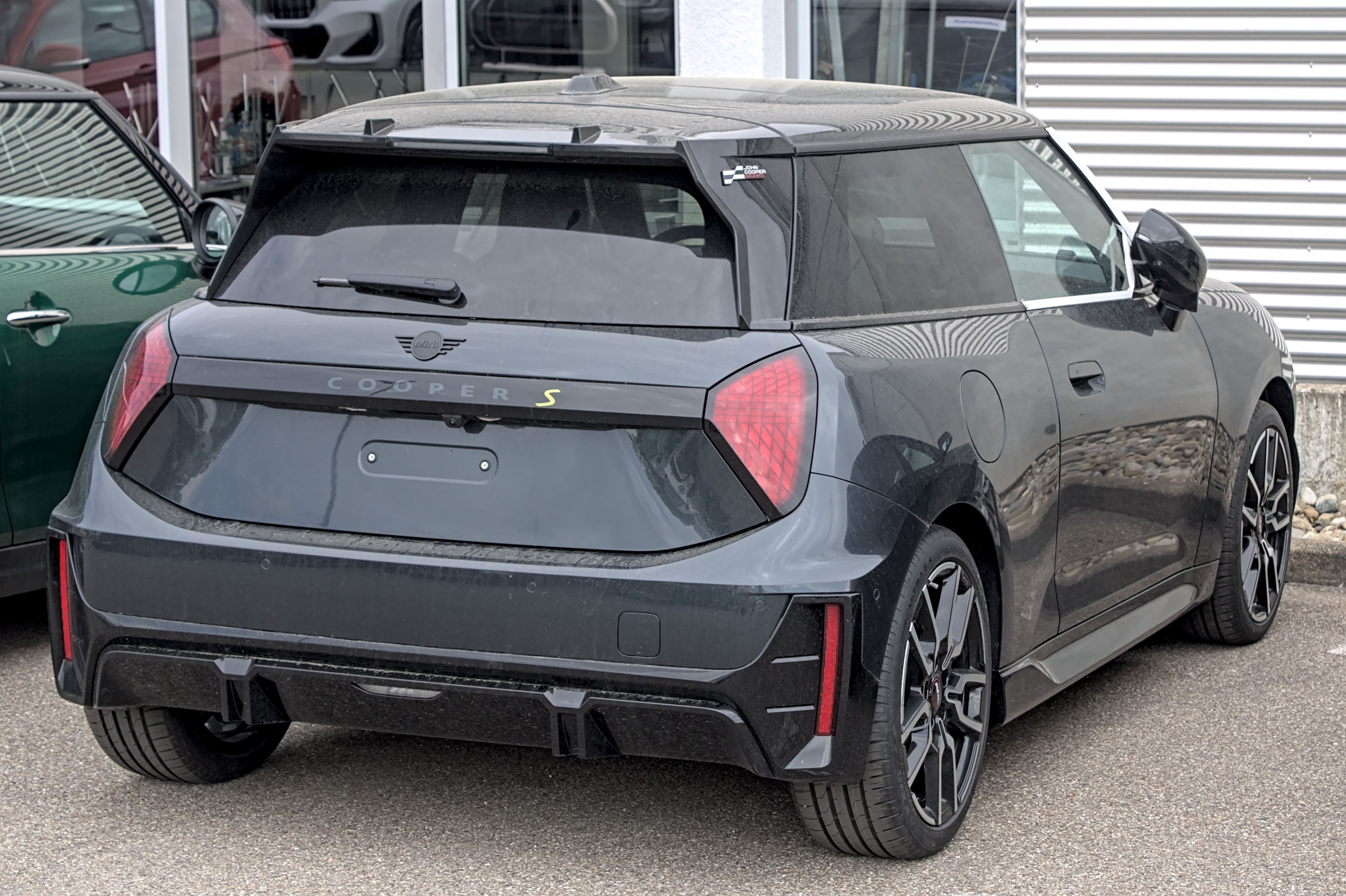
Heckansicht
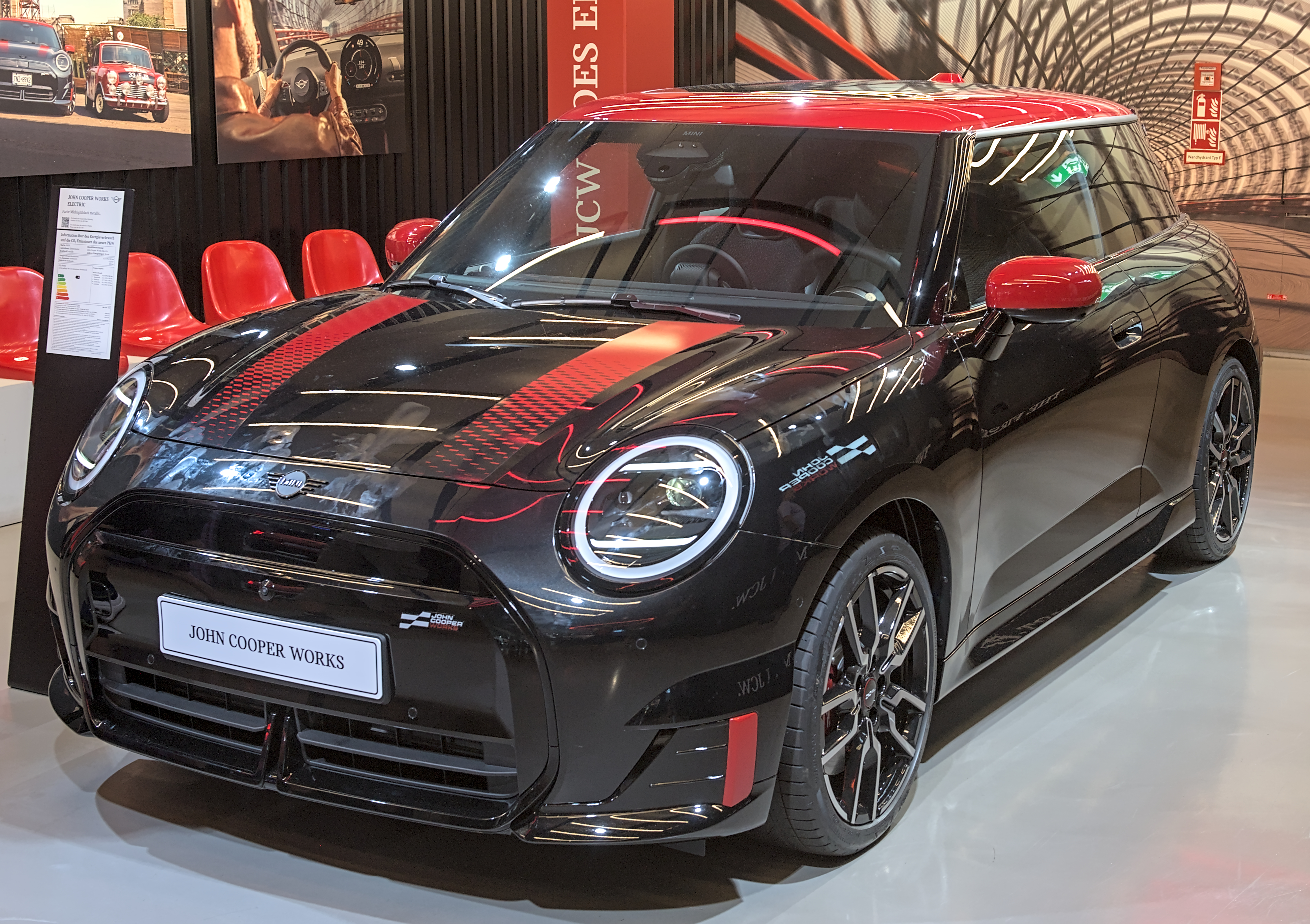
Mini J01 JCW (seit 2024)
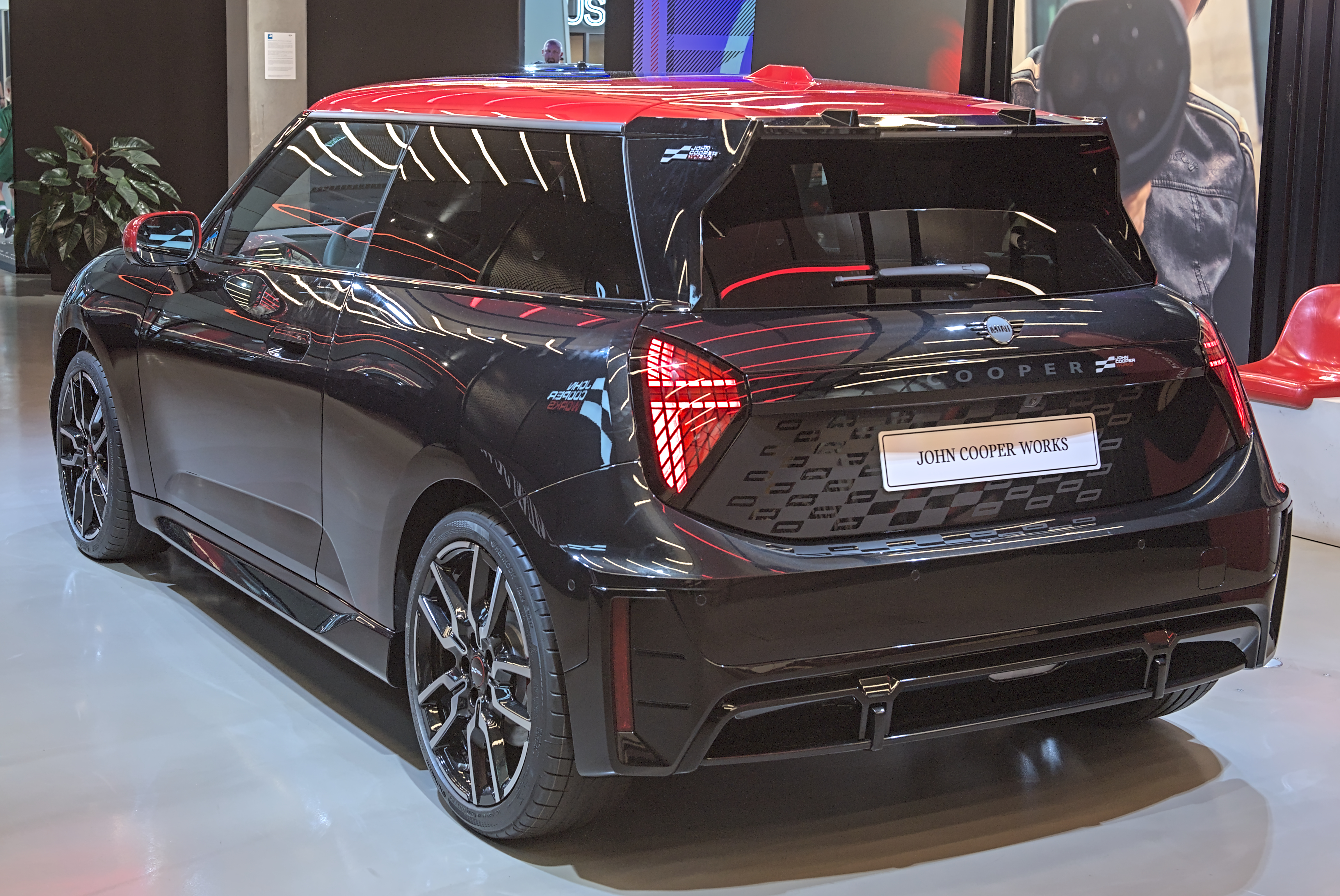
Heckansicht

### Aceman (2024)
Für den elektrisch angetriebenen Aceman wurde im September 2024 eine JCW-Version präsentiert. Ein 190 kW (258 PS) starker Elektromotor ermöglicht eine Höchstgeschwindigkeit von 200 km/h. Es gibt außerdem die Ausstattungslinie JCW Trim.

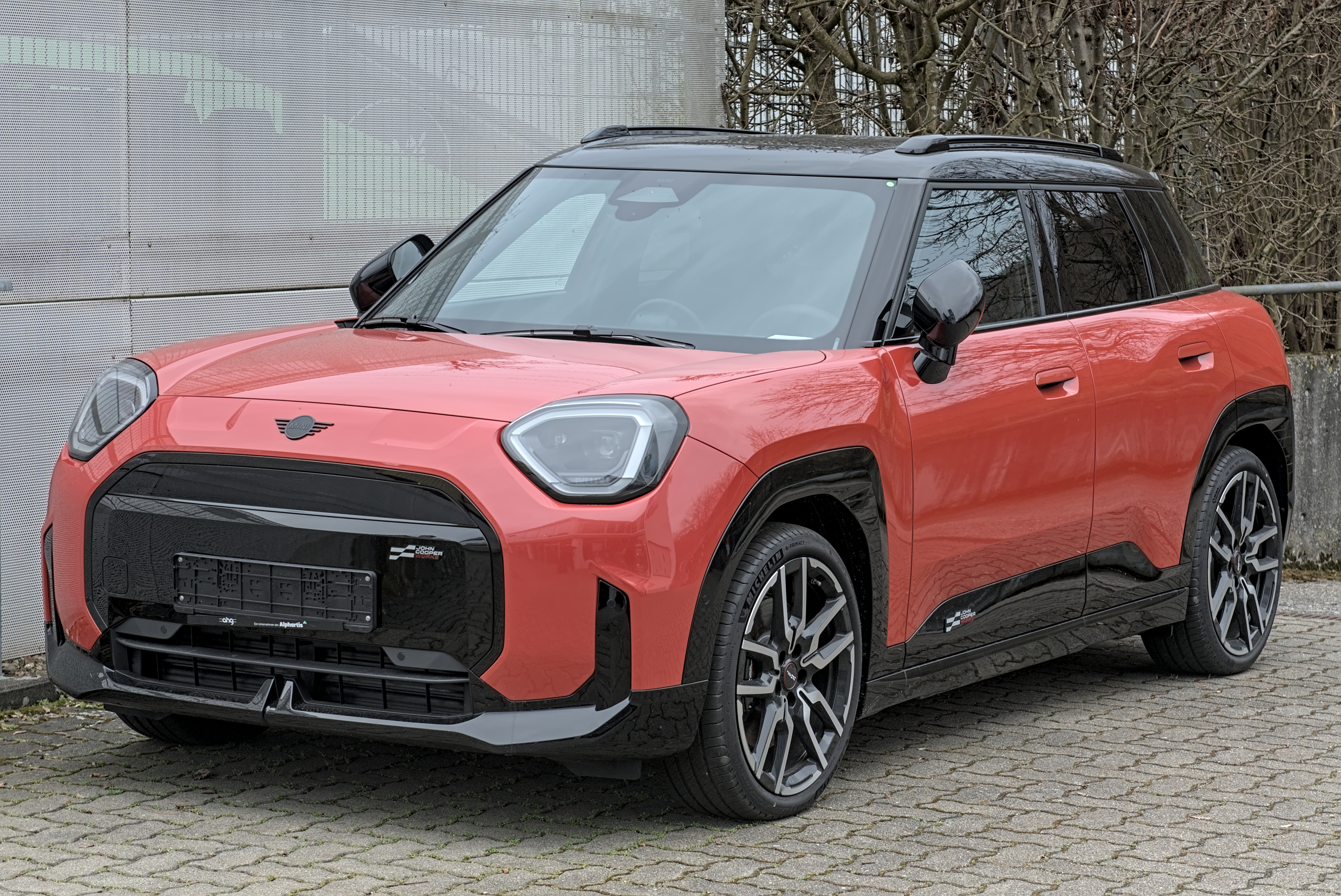
Mini Aceman JCW Trim (seit 2024)
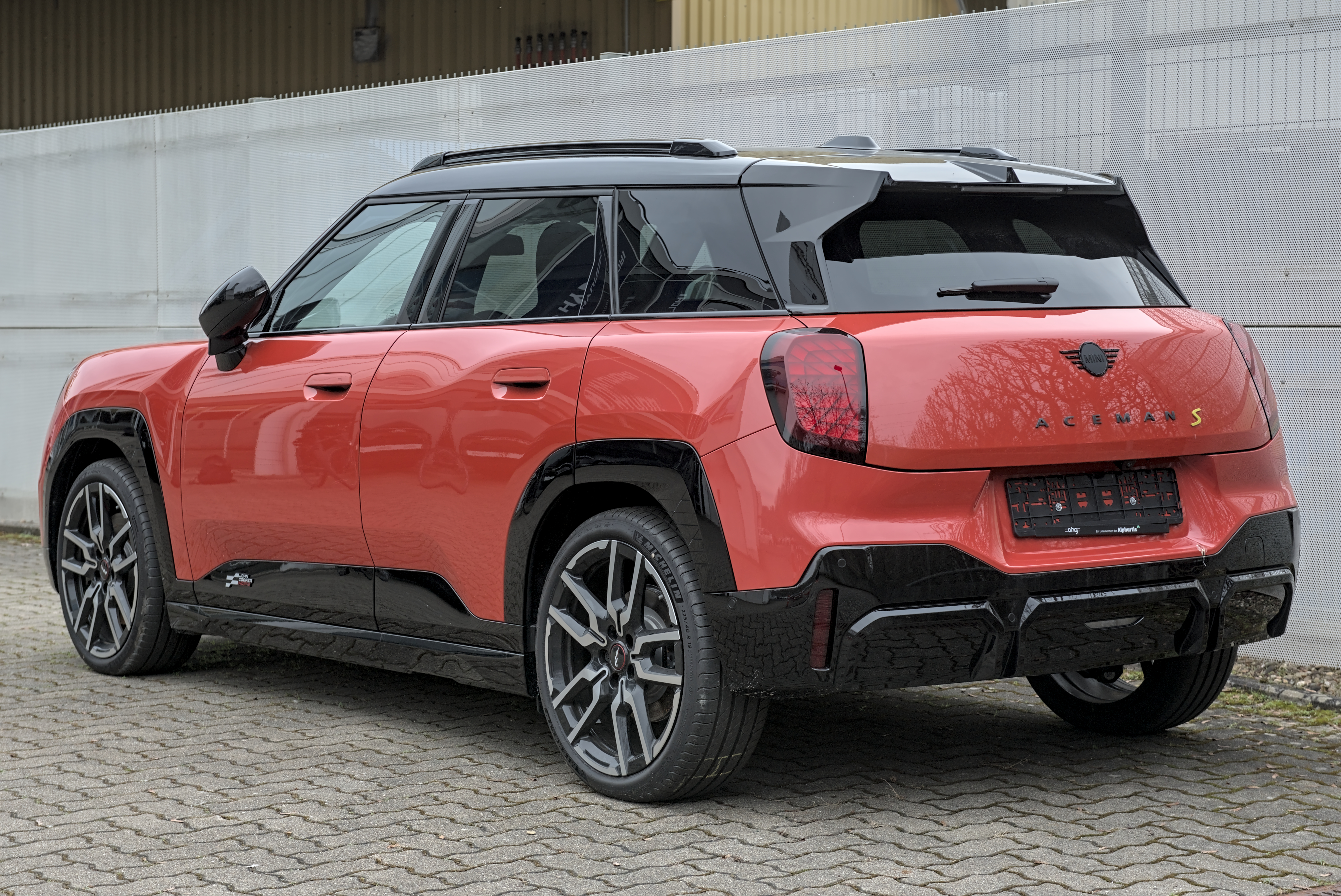
Heckansicht

### John Cooper Works F66 (2024)
Für die Baureihe F66 sowie das zugehörige Cabrio F67 präsentierte Mini im Oktober 2024 eine JCW-Version, die mit 170 kW (231 PS) gleich stark ist wie im Vorgängermodell. Wie in der elektrischen Version gibt es auch bei den Verbrennern fortan eine sportlich gestaltete JCW-Trim-Variante.

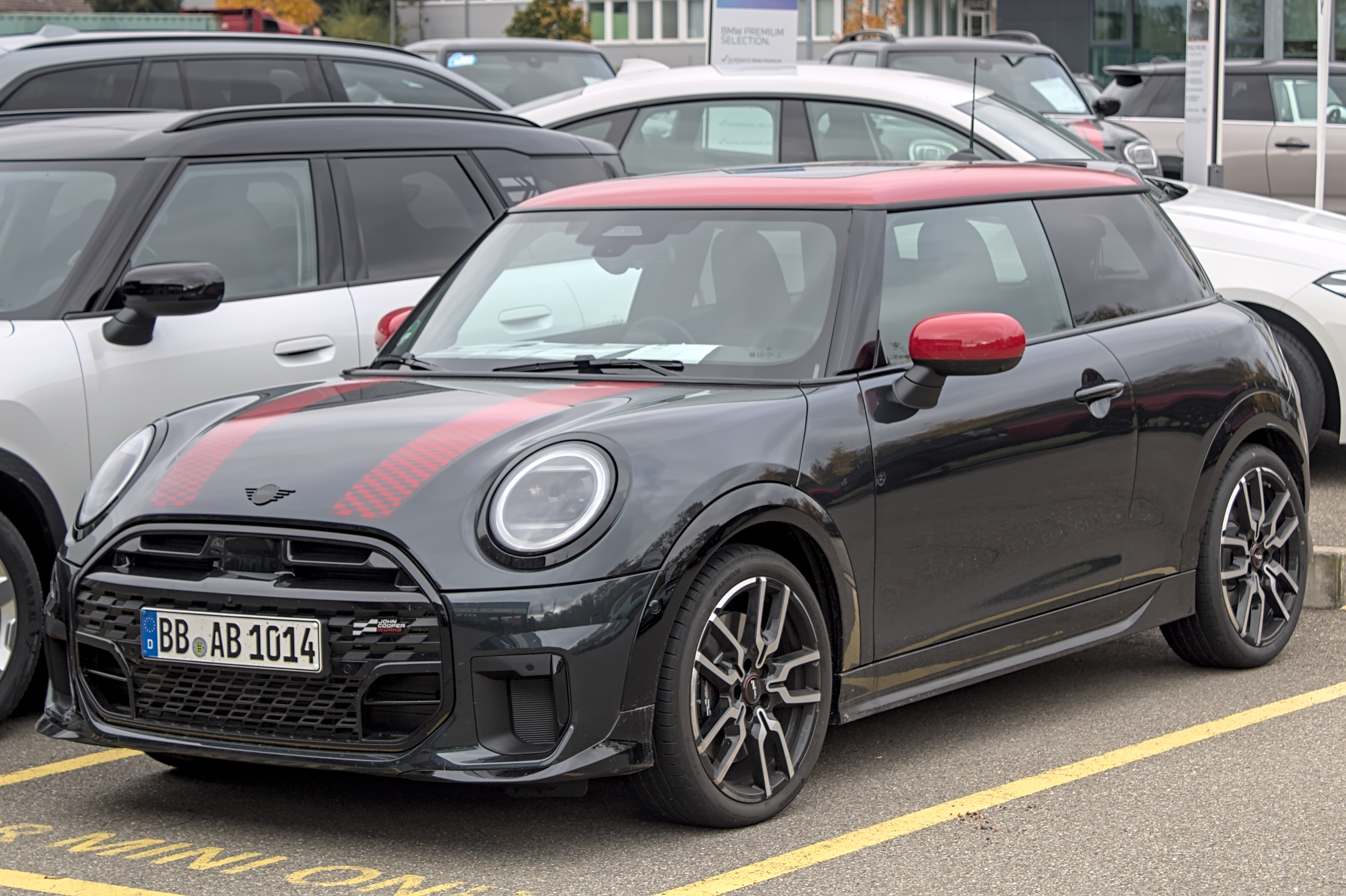
Mini F66 JCW Trim (seit 2024)
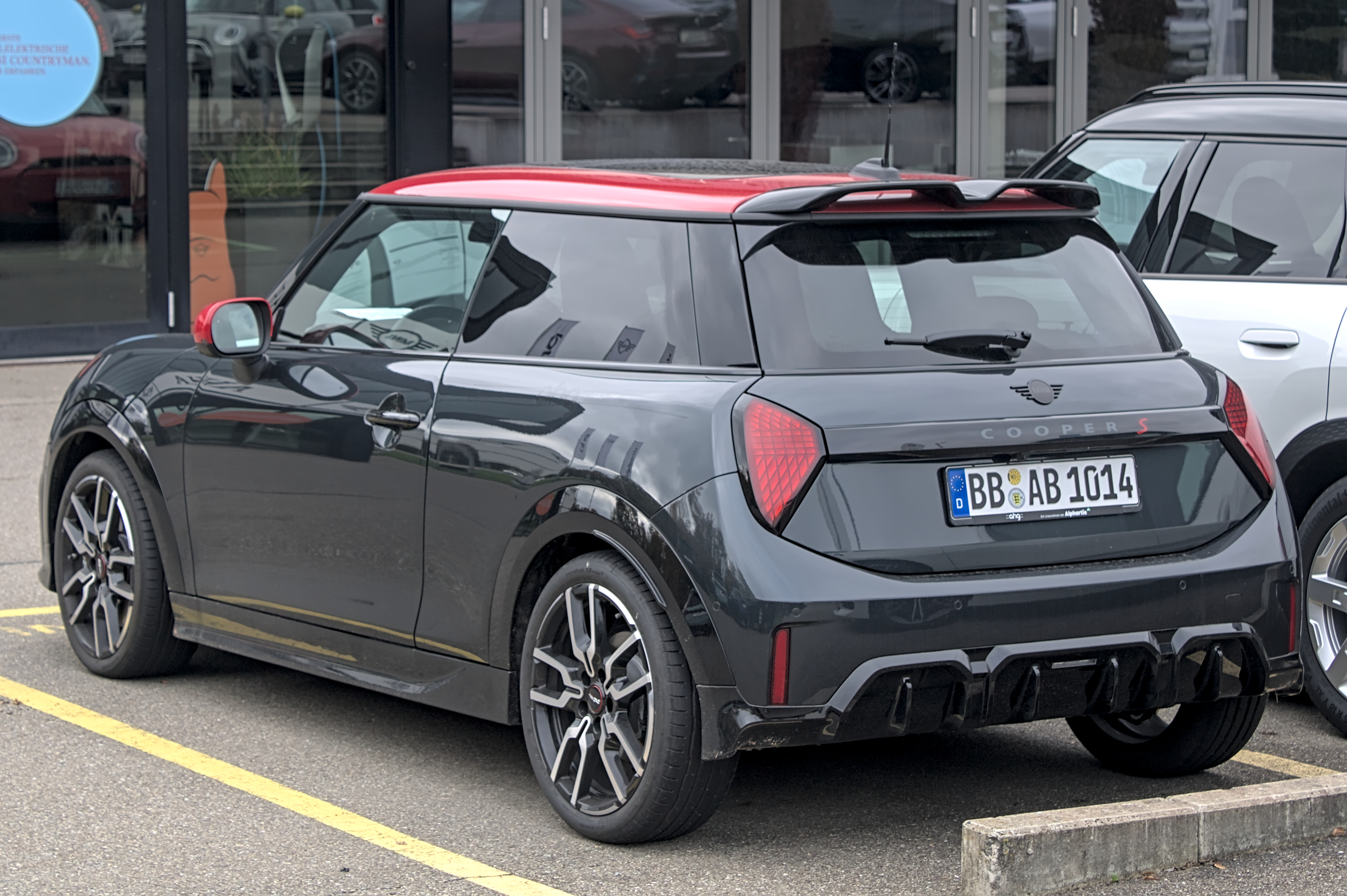
Heckansicht
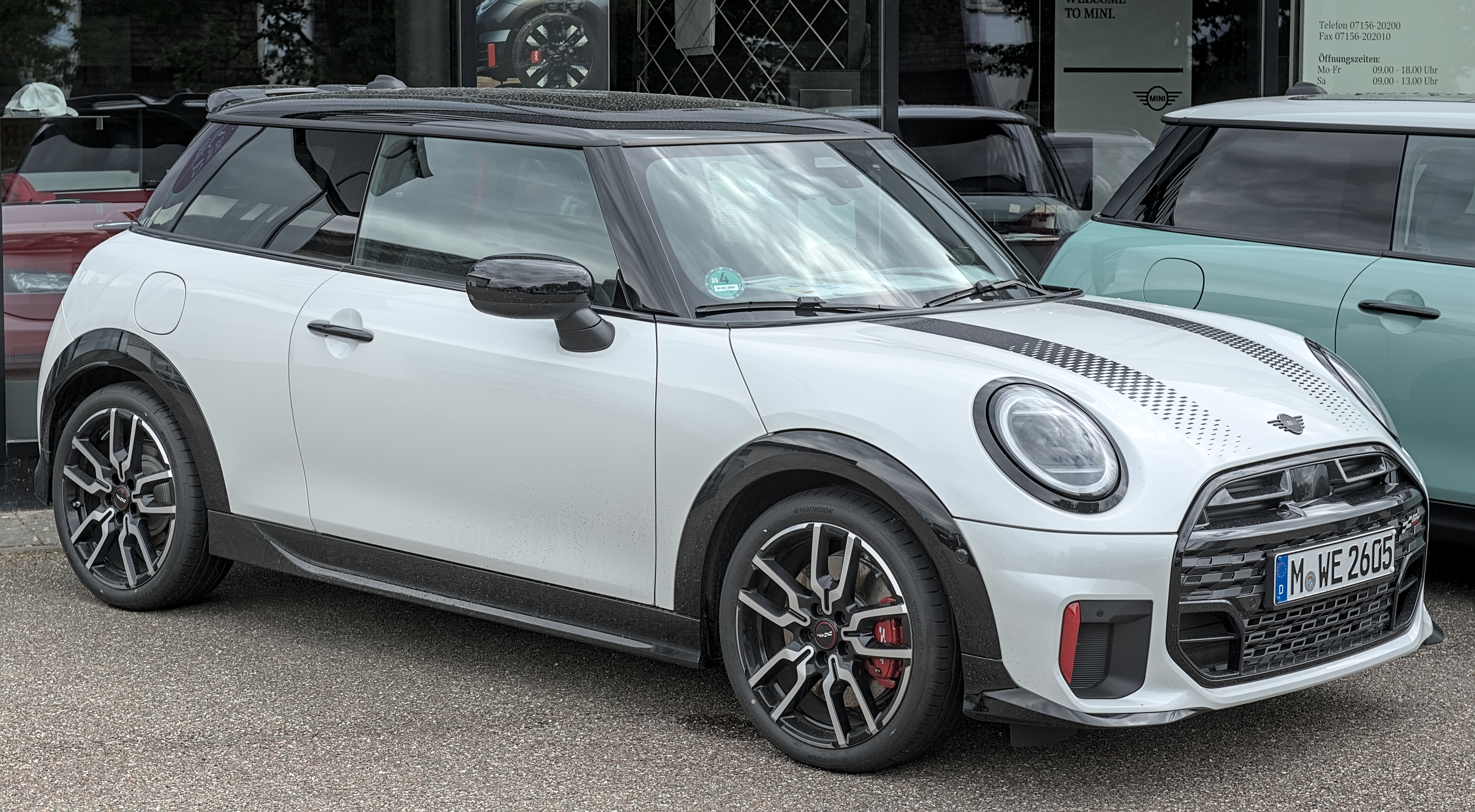
Mini F66 JCW (seit 2025)
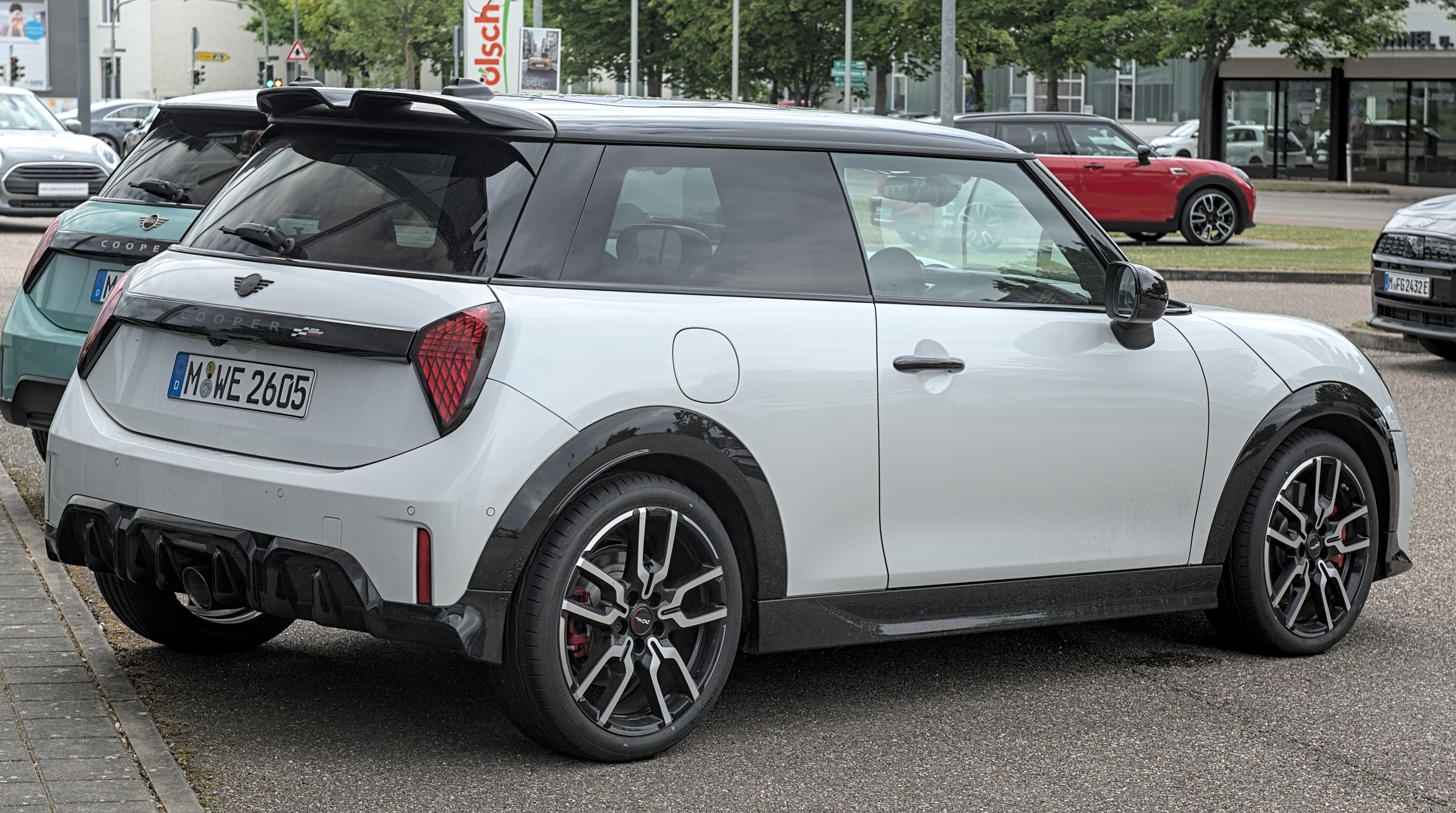
Heckansicht
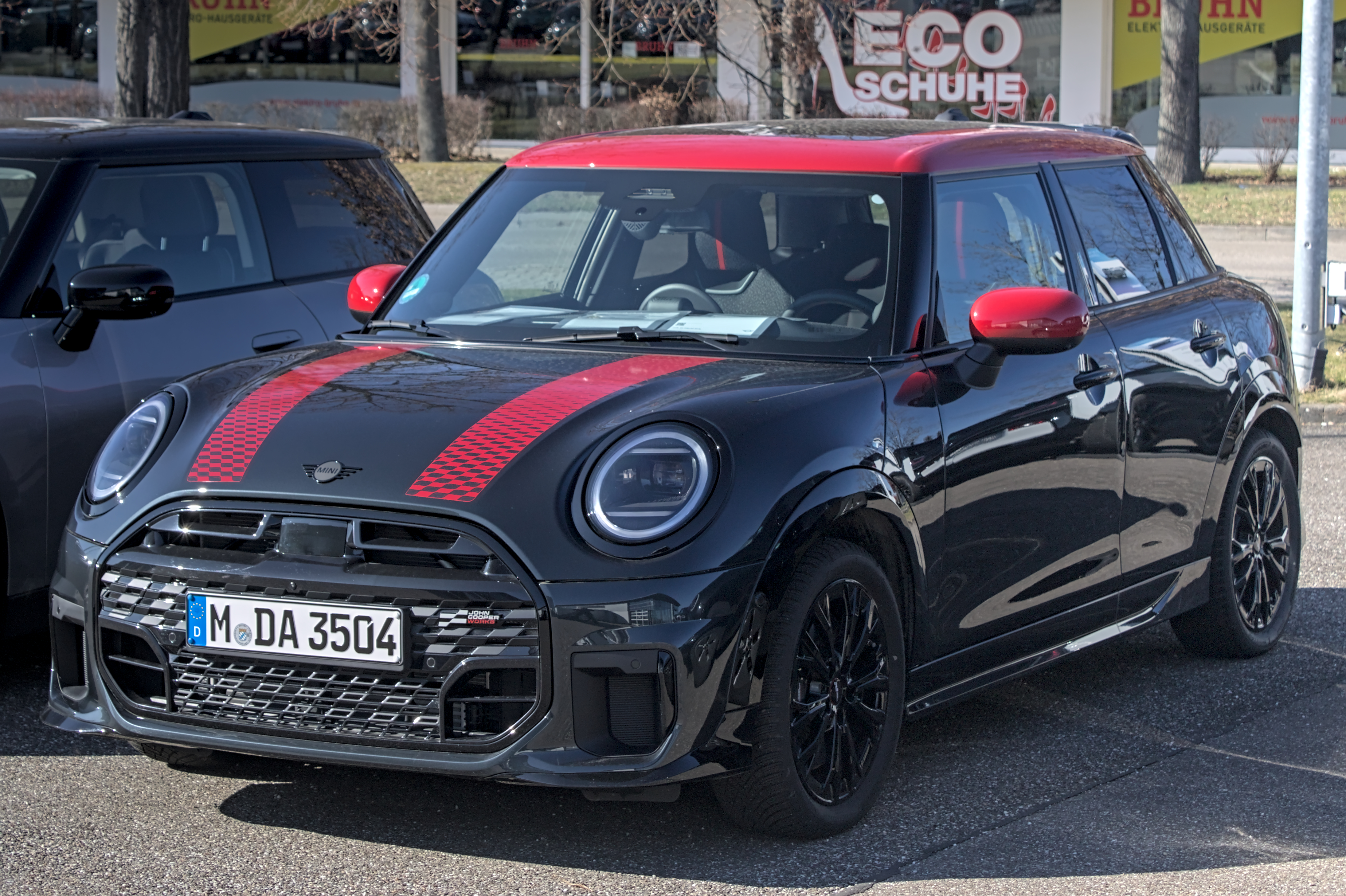
Mini F65 JCW Trim (seit 2024)
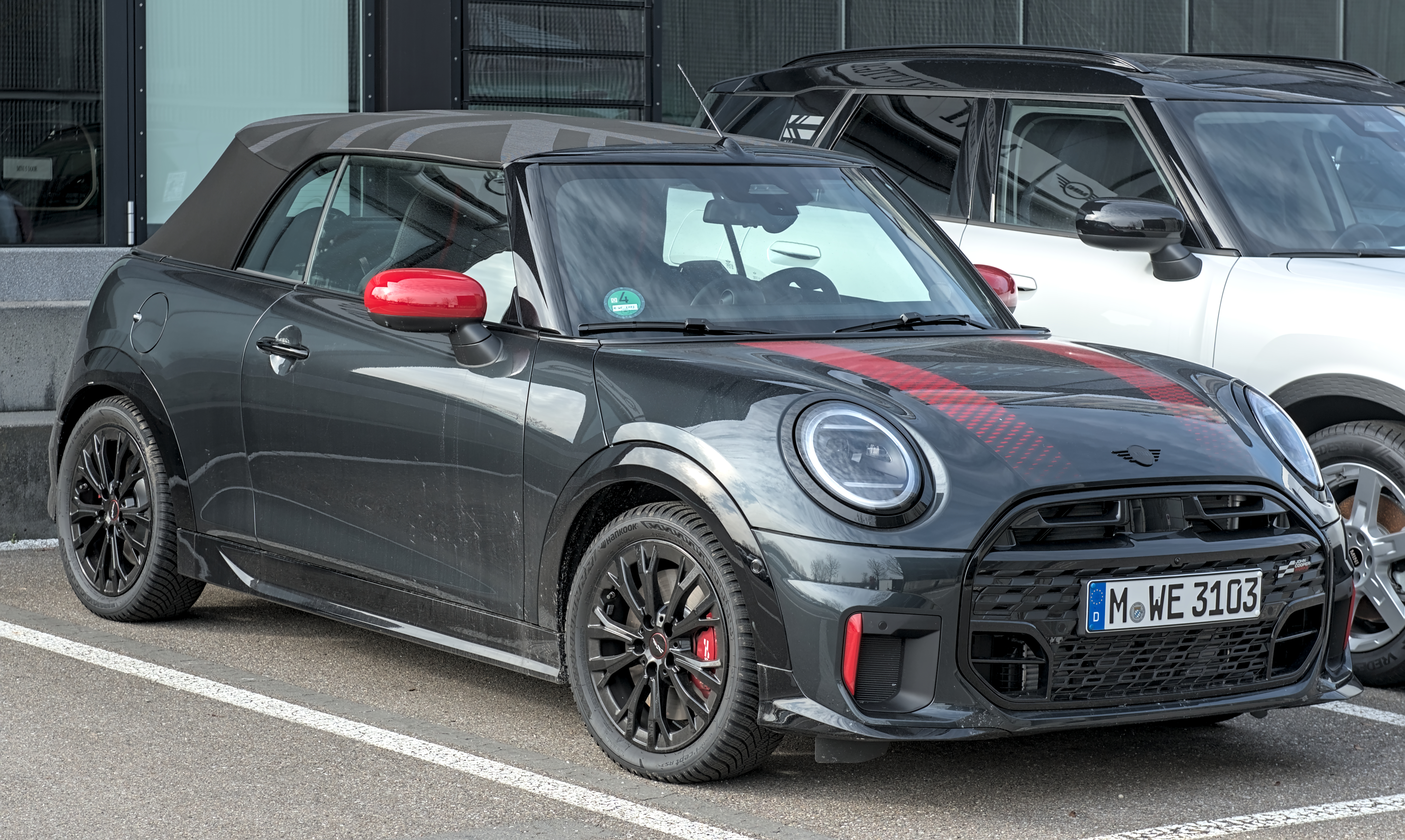
Mini F67 JCW (seit 2025)
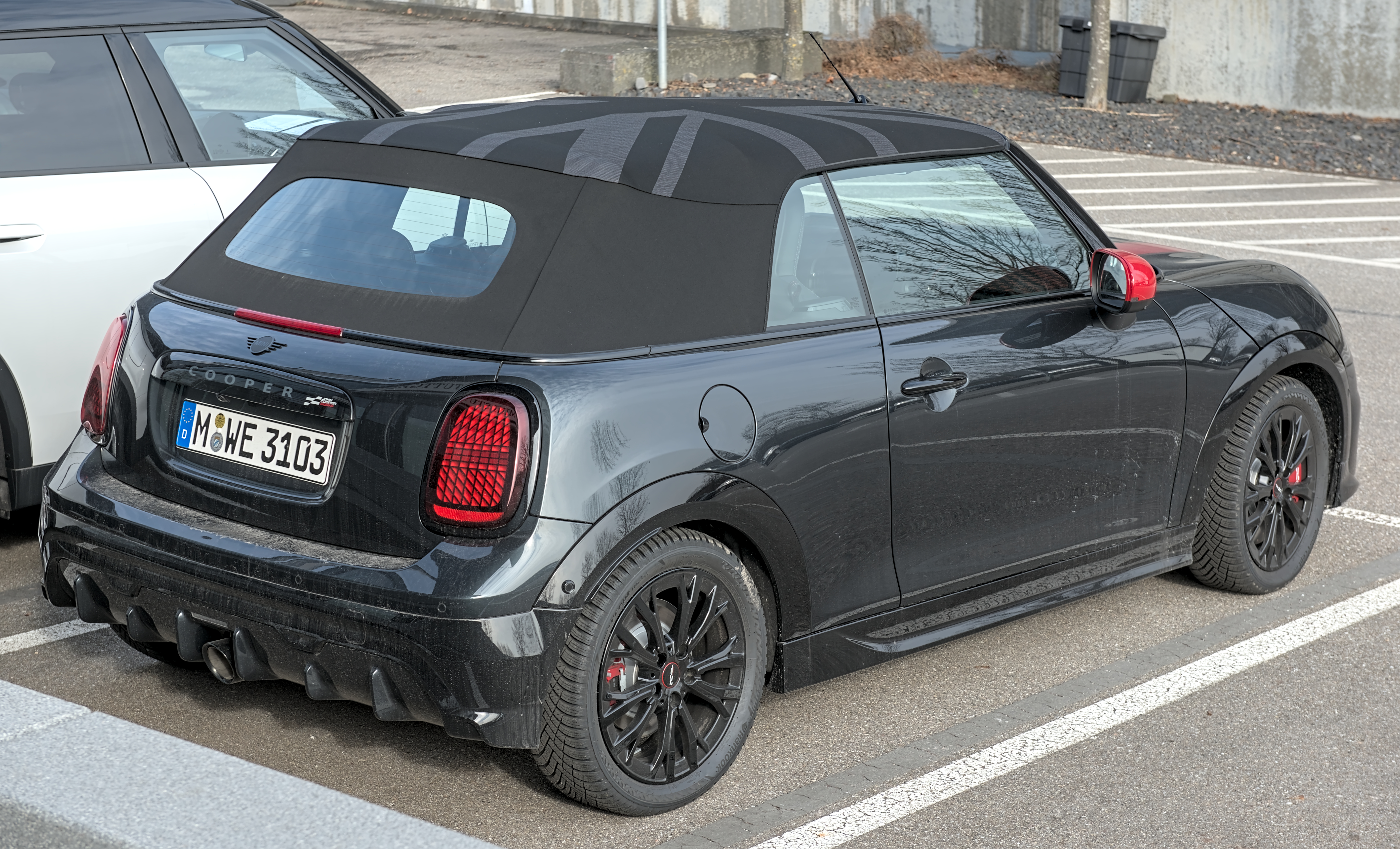
Heckansicht